# 宇都宮市
宇都宮市（うつのみやし）は、栃木県のほぼ中央に位置する市。栃木県の県庁所在地および人口が最多の市で、中核市に指定されている。周辺市町を含め宇都宮都市圏を構成する。明治29年（1896年）4月1日市制施行。

## 概要
宇都宮市は栃木県の県庁所在地であり、北関東最大の都市である。栃木県の中南部、関東平野の中北部に位置する。中心市街地は日光連山から連なる山地が収束して平野部となる境界域、東西ではJR宇都宮駅と東武宇都宮駅の間、南北では二荒山神社（ふたあらやまじんじゃ）と宇都宮城址公園の間に広がる付近を中心に形成されている。
市域には鬼怒川、田川、釜川、姿川などの河川が流れ、河岸はその河岸段丘と沖積平野となっている。
太平洋戦争後、宇都宮市域（旧宇都宮町や宇都宮市の区域）の拡大などもあって住民人口は激増し、2007年3月31日の河内郡上河内町および河内町の合併直前の2007年3月1日時点での宇都宮市人口は既に460,574人に達していた。2024年時点で市域人口は50万人を超える北関東最大の都市である。当市を中心とした宇都宮都市圏は北関東で前橋市・高崎市を中心とした前橋都市圏に次ぐ2番目の規模を有する。
市の東部には、大規模な内陸型工業団地が開発され、1984年には関東地方では唯一テクノポリスに地域指定され、各種メーカーの研究開発拠点が設置されるなど、工業都市としての顔も有し、北関東工業地域では群馬県太田市に次ぐ2位で、県内最大の地域商工業都市となっている。また、首都圏に立地することに加え、東北新幹線や宇都宮線（湘南新宿ライン・上野東京ライン）などの鉄道路線により都心とのアクセスが至便であることから、東京の衛星都市としての性格も有しており、宇都宮駅周辺を中心に都心通勤者を対象としたマンションが多数建設・供給されている。
市西部で採掘される「大谷石」は帝国ホテルの建設などにも使われ、関東大震災での安全実績が評価されたことから、その後は関東各地の建造物の建材として汎用された。
宇都宮餃子が食文化として定着しており、人口当たりの餃子購入額の多さで静岡県浜松市や宮崎県宮崎市と日本一を競うほどで、餃子通りを中心に専門店も多く、地元住民が利用するだけでなく、観光客誘致にも一役買っている（日本の餃子#宇都宮市を参照）。他にもカクテルやジャズなどを活用した地域おこしも進められている。
市章は「亀の甲」と漢字の「宮」を模したデザインを用いている。「亀の甲」は宇都宮城の別称「亀ヶ丘城」に由来する。市内にはこのほか「亀の甲坂」や「亀ヶ甲」「亀の井」といった「亀」の付く地名などが見られる。歴史的には鎌倉亀ヶ谷に居したと言われる下野守源義朝にもちなむ。

### 歴史
歴史的には、当地は古代毛野国、令制国時代には下野国に属し、市域姿川流域には縄文時代の大集落跡である根古谷台遺跡があるなど、紀元前より人の生活の場であったことが知られている。また宇都宮市中心市街地は平安時代の下野国河内郡池辺郷（いけのべごう）で、その東端を流れる田川沿岸には旧古多橋駅が、また市東部郊外を流れる鬼怒川の沿岸には旧衣川駅があったと推定されており、さらに市域平野部には紀元4-7世紀に建造されたと推定される古墳や住居跡が多数存在し、戸祭山麓には下野薬師寺や河内郡衙で使用された屋根瓦を焼いた窯跡もあるなど、東山道沿道にあり地域人口の一集積地であったと考えられている。
上代には池辺郷の鏡ヶ池畔には地の神を祀る社が建てられ、平安時代後期にはこれを「宇豆宮」「宇都宮明神」として祭祀し、鎌倉時代から戦国時代にかけてはこの神領を預かった神職家で北面武士でもあった一族が宇都宮氏を名乗り鎌倉御家人として宇都宮城を拠点とした。城下に多数の仏教寺院を建立して宇都宮は東国の都であったと比喩されることもあった。
この宇都宮社は、中央政権が関東・奥州を掌握するために東国に派遣した諸武門の奉幣を受け、藤原秀郷の平将門の乱、源頼義の奥州十二年合戦、源頼朝の義家塚、徳川家康の征夷大将軍就任など、その機会は日本史上の節目に前後して行われた。宇都宮城下は鎌倉街道中道（奥大道）や日光古道などが通る交通の要衝で、沿道は富で潤い、その痕跡は日光古道沿線の西根や門前などに今も見られる。
鎌倉府の弱体化と後北条氏の台頭に拠って宇都宮氏も勢力を弱め、近接勢力の那須氏や日光山僧兵の侵略を受けて宇都宮は一時灰燼化する。宇都宮氏は拠点を大谷の多気山に移し、程なく豊臣秀吉の小田原征伐に続く宇都宮仕置よって宇都宮に復帰するが、秀吉の死に前後して改易となった。その後に宇都宮城主となった浅野長政や蒲生秀行は城下町に紺屋町、日野町といった商人街を作り、また江戸幕府の初代征夷大将軍となった徳川家康は宇都宮社に寄進してこれを復興するとともに、宇都宮を古道奥州道・日光道の宿駅とするよう命じた。宇都宮城主奥平家昌や本多正純が宿場機能を併せ持つ近世宇都宮城下町を整備し、宇都宮宿は五街道のうち日光街道・奥州街道の二道の追分となり、街道一の繁盛地として大いに賑わった。
当時の宇都宮宿は地方宿としては日本国内有数の宿場町だった。五街道では東海道大津宿、府中宿（家数3,500軒、人口14,000人級）や熱田宿、日光街道千住宿（家数2,000 - 3,000軒、人口10,000人級）には及ばないものの、東海道品川宿や四日市宿、桑名宿、岡崎宿、浜松宿、島田宿、奥州街道白河宿、甲州街道八王子宿（家数1,200 - 1,800軒、人口6,000 - 7,000人級）と同等の規模を擁していた。
市域を通る二つの街道には、ほか雀宮宿、徳次郎宿、白沢宿が置かれた。幕末には戸田氏が宇都宮藩主となり、『山陵志』を著わした蒲生君平を輩出するなど王政復古に寄与した。戊辰戦争時では宇都宮城の戦いによって城下は再び灰燼と帰すが、明治期には明治天皇によりその業績が称えられた。近代には奥州街道に代わって明治国道6号（現国道4号）が設けられ、第14師団の本営が置かれると本営のあった国本村戸祭まで明治国道60号（大正国道29号、現：国道119号）も開通した。宇都宮は軍需が増え、軍都として繁栄したが、太平洋戦争末期の宇都宮大空襲で三度目の焦土となった。戦後は、内陸型近代工業を中心とする近代産業都市として発展した。
1945年（昭和20年）11月26日、宮内省事務調査会は遷都論をまとめたが、その候補先の一つに宇都宮市が含まれた。この遷都論は発展することはなかったが、宇都宮市は首都機能移転論などの中で対象エリアに含まれる事例が見られるようになった。
現在は宇都宮城、清巌寺鉄塔婆、一向寺汗かき阿弥陀、宝蔵寺およりの鐘、興禅寺木造釈迦如来坐像、旧篠原家住宅、その他大谷石建築や八幡山公園の大楠、旭町の大いちょう、祥雲寺のしだれ桜などの歴史遺産・自然遺産の保全活動にも手が尽くされている。2007年（平成19年）には宇都宮城址公園が日本の歴史公園100選に選定され、2009年（平成21年）4月10日には1960年（昭和35年）3月15日の地域指定より一度も公園計画が策定されて来なかった宇都宮県立自然公園にも公園計画書が制定された。
2020年代現在では、全国初の全線新設型ライトレール路線である宇都宮ライトレール宇都宮芳賀ライトレール線（ライトライン）の建設・開通、コンパクトシティやスマートシティの実現による都市機能の向上、都市活動により排出される二酸化炭素を実質ゼロとするカーボンニュートラルの推進など、「未来都市うつのみや」の具現化へ向けた先進的なプロジェクトが進行している（後述）。

## 地理・人口

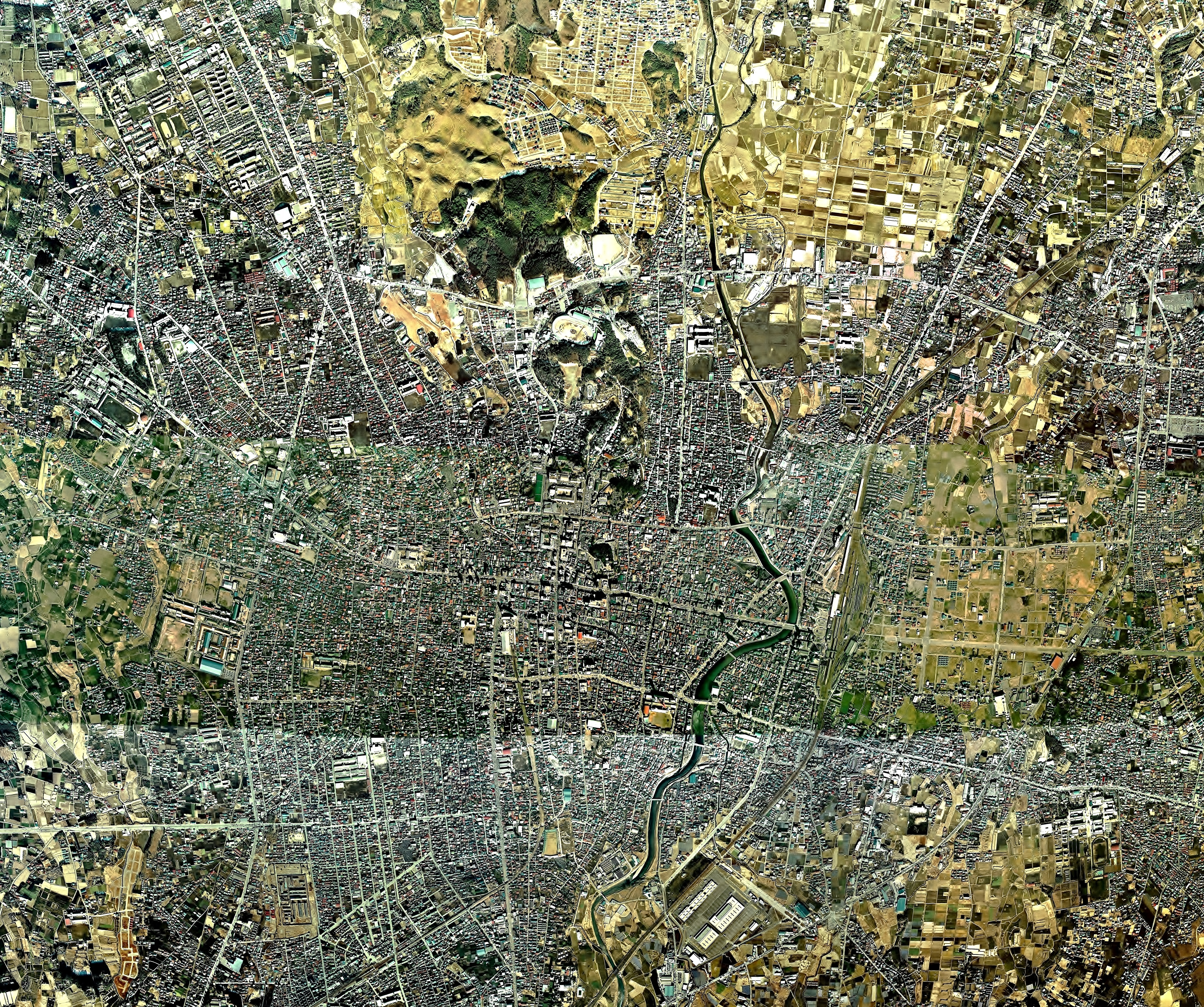
宇都宮市中心部周辺の空中写真。
1974年撮影の40枚を合成作成。。

栃木県のほぼ中部、関東平野の中北部に位置し、首都東京から約105km北、標高は市中心部で約100m。北西部に低山地がある以外、土地は概ね平坦である。地層は主に海底土砂の堆積による砂礫層上に軽石層と関東ローム層が形成されている。市域東部には鬼怒川、中央部には田川および釜川、西部には姿川が流れ、それぞれ流域に沖積平野を形成している。市西部は一段高い宝木台地の台上であり、その中央には用水路として掘削された新川が流れる。また市北東部には鬼怒川の治水と流域の田畑開墾、舟運のために整備された西鬼怒川や御用川が流れる。
土地は鬼怒川が流れる市南東部が最も低く、北西部に向けて徐々に高くなっており、その先には南西方向より北東方向に向け多気山、古賀志山、雲雀鳥屋、鞍掛山、羽黒山、半蔵山、本山、高館山（篠井富屋連峰）など、標高300-600メートル級の小高い山が連なっている。
宇都宮市街地は、この北西部山系から連なる戸祭山、八幡山、二荒山（明神山）のちょうど終端に位置する。背に北部山系を配し、平地開口部には田川などの水系を配す、典型的な「天然の要害」であり、この「地の利」を巧みに取り込んだ宇都宮城の城下町から発展を続けている。

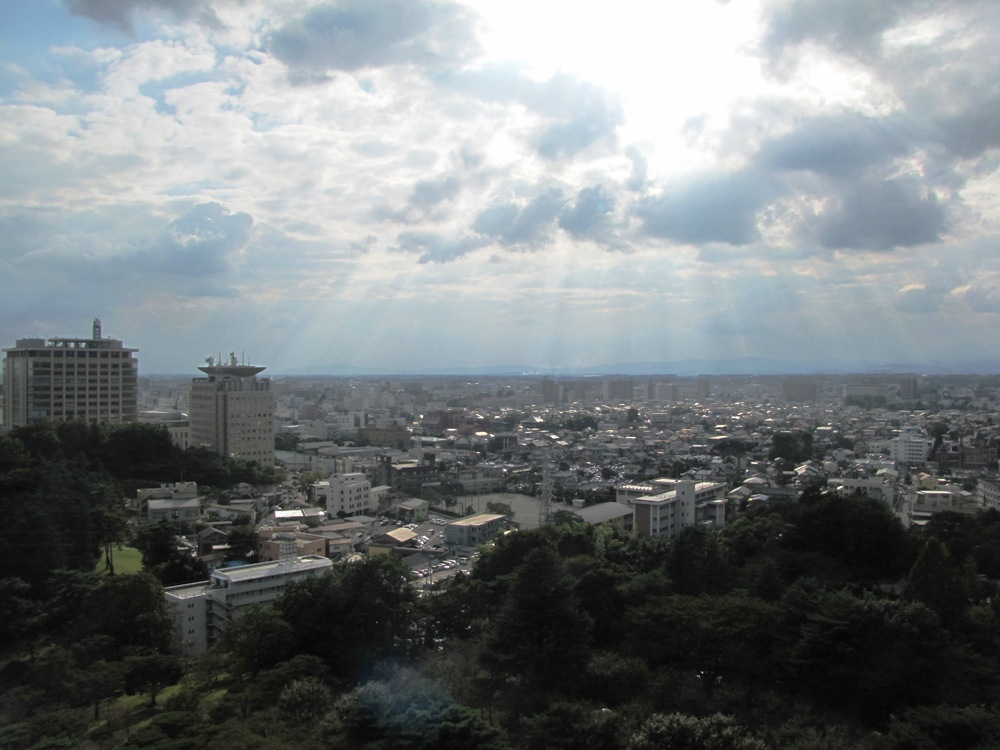
宇都宮市南西方面
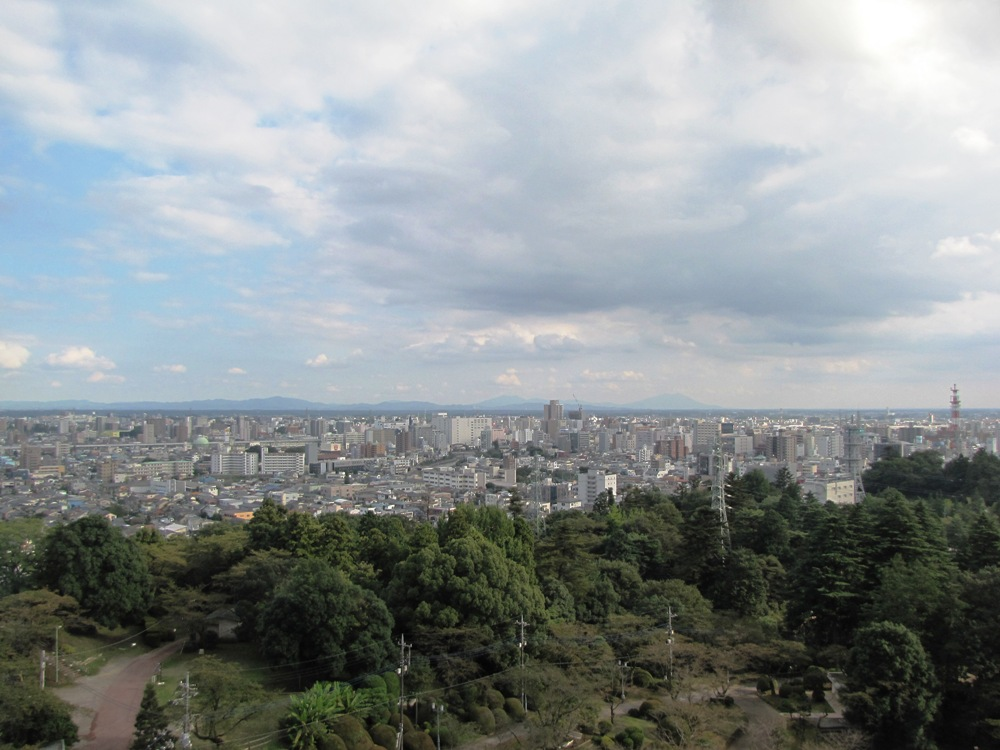
宇都宮市南東方面
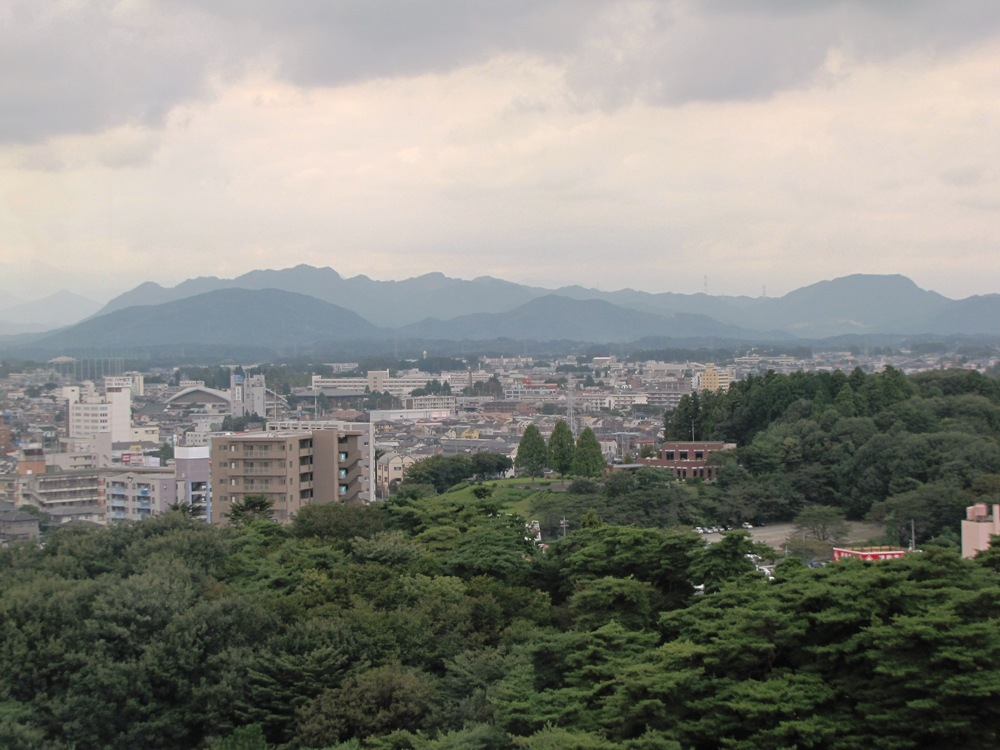
宇都宮市北西方面
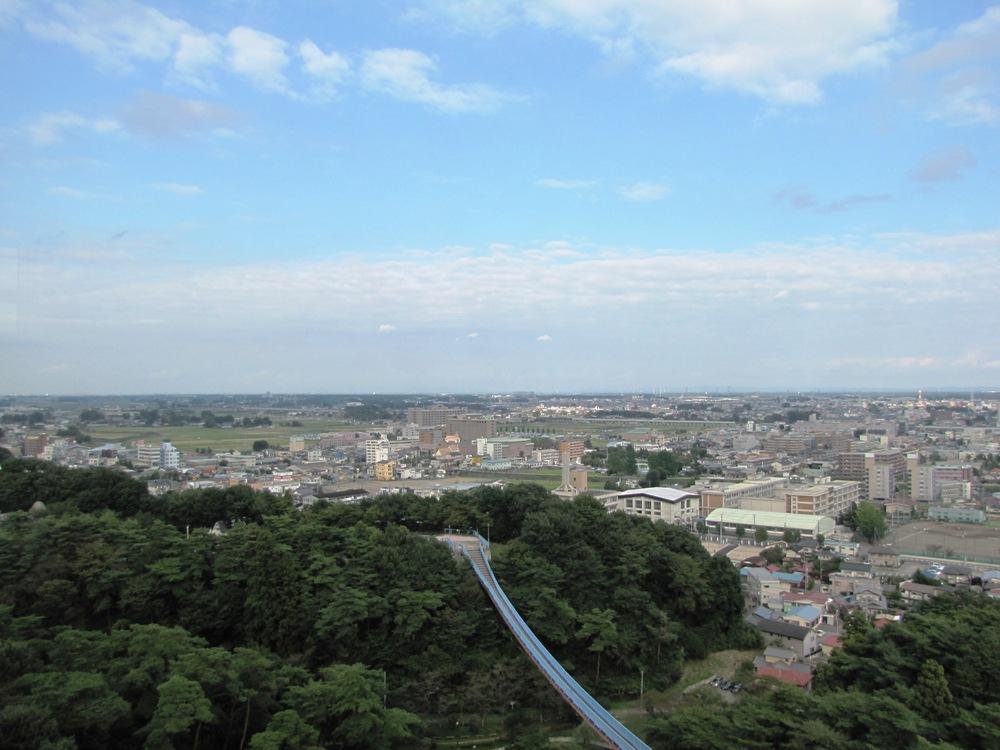
宇都宮市北東方面

### 略称
宮
宇都宮を1字で表す際は一般的に「宮」や「みや」が用いられている。例として以下のようなものが挙げられる。これらの言葉はいずれも固有名詞となっている。
- 「宮乃餅」（宇都宮市に古くからある和菓子の商標で、固有名詞）
- 「宮の橋」（JR宇都宮駅の西側に所在する田川に架かる橋梁の名称で、固有名詞）
- 『もんみや』（宇都宮市のタウン情報誌で、固有名詞）
- 「ふるさと宮まつり」（例年8月に大通りを舞台に繰り広げられる祭の名称で、固有名詞）
- 「宮カフェ」（宇都宮市江野町にある同市のアンテナショップ）
  - 「＠miya」（アンテナショップ「宮カフェ」1階に入る土産物店）
- 「宮環」（宇都宮環状道路の愛称・通称で、固有名詞）
- 「ステーキ宮」（宇都宮市で創業したステーキレストラン、固有名詞）
- 「宮のもの知り達人検定」（2007年より始まった宇都宮情報の検定試験名で、固有名詞）
- 「宮の釜めし」（駅弁の名称で、固有名詞）
- 「みやバス」（市内中心部や住宅団地など、道幅が狭い地域の運行を主体とするコミュニティバス（関東バスが運行)の愛称。）
- 「みや暮らし体験」（市が実施する生活体験事業）
- 「みやシニア活動センター （市の運営する高齢者の活動を支援するセンター）
- 「みやエコ園認定制度」（市が環境保全教育を行う保育所や幼稚園を支援する事業）
- 「みや遺産」（地域の歴史資源を保存する「宇都宮市民遺産」の愛称）
- 「みやの環境創造提案・実践事業」（若者が環境問題を解決する手段を提案し、市が助成金を支給する制度。）
- 「みやCO2バイバイプロジェクト」（太陽光発電によって排出を抑制した分の二酸化炭素をクレジット化し、先述の「みやの環境創造提案・実践事業」に役立てる制度。）
- 「みやエコファミリー認定制度」（エコロジーな活動をした市民に対し市がポイントを付与する制度名。）
- 「宮サイクルステーション」（市の運営する自転車レンタル施設の名称。）
- 「宮の学び人レクチャー」（自主講座を開催する市民を支援する制度。）
- 「宮の水サポーター」（上下水道局のアンケート制度。）
- 「ミヤ・ジャズイン」（中心市街地にて行われるジャズフェスティバル）
- 「ミヤストリートデザインテラス」（国の路上占用許可基準緩和に合わせて実施している路上テラス席設置の社会実験名。）
など

また、地元紙『下野新聞』は、昭和30年代ごろまで、「宇都宮市」を「宮市」とよく略していた。
宇
一方、正式な固有名詞の略称として定型的・事務的に頭の「宇」のみで表すことがある（以下、例示）。
- 「宇大」（うだい。宇都宮大学」の略称）
- 「宇河地区」（うかわちく。「宇都宮河内地区」の略称）
- 「宇高」（うたか。栃木県立宇都宮高等学校の略称）
- 「宇女」（うじょ。栃木県立宇都宮女子高等学校の略称）

陽
江戸時代に宇都宮を「宇陽」（うよう）と呼んだことにちなみ、宇都宮市街に隣接する郊外部を「陽東」「陽西」「陽南」「陽北」と呼ぶ。

### 雷都
宇都宮市は雷が多いことから雷都（らいと）とも呼ばれる。宇都宮地方気象台によると、4 - 9月の雷発生日数は1991年からの30年間平均で24.2日と全国最多であり、これは暖気が関東平野から栃木県北西部の高山地帯に沿って上昇すると雷雲が発生しやすくなるという地形・気候が影響している。雷都の使用例を以下に挙げる。
- 「雷都うつのみや」毎年8月に開催されるうつのみや花火大会のフィナーレプログラム。NPOが主催となり実行委員会、会場のスタッフ全てボランティアで組織され運営されている花火大会としては全国一の規模を誇る。フィナーレの「雷都うつのみや」は数千発の花火で雷を再現する大迫力の演出で毎年注目されている。
- 「雷都物語」 - 宇都宮市の土産物ブランド[10][11]
- 「宇都宮ブリッツェン」 - 宇都宮市に本拠地を置く自転車ロードレースチームの名称（BLITZENはドイツ語で雷光のこと。
- 「ライトライン」- 宇都宮ライトレールで使用されるHU300形電車の愛称[12]。開通後の2023年9月には、同愛称をライトレール事業全体や路線に対しても利用すると発表された[13]。

### 気候
| 月   | 風速(m/s) | 風向   | 雷日数※ |
| ---- | --------- | ------ | ------- |
| 1月  | 2.9       | 北北東 | 0.0     |
| 2月  | 3.0       | 北北東 | 0.1     |
| 3月  | 3.3       | 北北東 | 0.6     |
| 4月  | 3.3       | 北北東 | 2.0     |
| 5月  | 3.1       | 北北東 | 3.5     |
| 6月  | 2.8       | 北北東 | 3.2     |
| 7月  | 2.7       | 北北東 | 5.7     |
| 8月  | 2.8       | 北北東 | 7.1     |
| 9月  | 3.0       | 北北東 | 2.7     |
| 10月 | 2.8       | 北北東 | 0.9     |
| 11月 | 2.6       | 北北東 | 0.3     |
| 12月 | 2.7       | 北北東 | 0.2     |
| 年   | 2.9       | 北北東 | 26.5    |

　※雷日数は参考値
気候区分は太平洋側気候に属し、夏蒸し暑く曇天の日が比較的多く冬乾燥して日照時間が長い。内陸部に位置するため日較差、年較差が比較的大きい。ケッペンの気候区分では温暖湿潤気候に分類される。気温は年間を通し概ね東京と仙台のちょうど中間値程度である。

#### 四季
- 春 - 夏
  - オホーツク海高気圧の影響により北東の風が吹き、この張り出しが強いと気温があまり上がらず、また太平洋高気圧の間に前線を形成するため曇天で不安定な天気が続く。夏の日の午後は概ね毎日遠くで雷鳴が響く。また、気温が上昇した日は必ず雷を伴った夕立があるが、この夕立は猛暑にあっては一時の涼感をもたらし、雨のやんだ後に鳴く日暮らしや空にかかる虹とともに、宇都宮の夏の日の午後の風物詩となっている。この雷は上州名物として有名であるが、気象庁の気象統計によると宇都宮の雷日数は前橋のそれより多く、宇都宮が別名「雷都（らいと）」とも呼ばれるゆえんとなっている。春季から夏季にかけては降水が多く、これが豊かな植生を育み街に緑豊かな風景をもたらす。
- 秋
  - オホーツク海高気圧が発達しない限り天候は安定し晴天となる日も多い。
- 冬
  - 「男体おろし」や「二荒おろし」と呼ばれる乾燥した冷たい北よりの風が継続して吹くため、少雨で乾燥し晴天の日が続く。これは太平洋側気候の特徴である。また、地形が台地状で空気が滞留しないため、晴天と相まって放射冷却の影響を強く受け、真冬の最低気温は-5.0度を下回ることもある。ただし、栃木県の中では温暖なほうである。また、近年は都市化の影響により冬季の最低気温が上昇しており、1月の平均最低気温は1961 - 1990年の平均値での-4.5度から、現平年値（1991 - 2020年平均値）では-2.2度と、2.3度ほど上昇しており、栃木県内では最も高く観測されることが多い。真冬の好天日には空気が澄むため、特に午前中は高台に上ると南西の方角に富士山を遠望できる。

| 宇都宮市明保野町（宇都宮地方気象台、標高119m）の気候    | 宇都宮市明保野町（宇都宮地方気象台、標高119m）の気候 | 宇都宮市明保野町（宇都宮地方気象台、標高119m）の気候 | 宇都宮市明保野町（宇都宮地方気象台、標高119m）の気候 | 宇都宮市明保野町（宇都宮地方気象台、標高119m）の気候 | 宇都宮市明保野町（宇都宮地方気象台、標高119m）の気候 | 宇都宮市明保野町（宇都宮地方気象台、標高119m）の気候 | 宇都宮市明保野町（宇都宮地方気象台、標高119m）の気候 | 宇都宮市明保野町（宇都宮地方気象台、標高119m）の気候 | 宇都宮市明保野町（宇都宮地方気象台、標高119m）の気候 | 宇都宮市明保野町（宇都宮地方気象台、標高119m）の気候 | 宇都宮市明保野町（宇都宮地方気象台、標高119m）の気候 | 宇都宮市明保野町（宇都宮地方気象台、標高119m）の気候 | 宇都宮市明保野町（宇都宮地方気象台、標高119m）の気候 |
| 月                                                      | 1月                                                  | 2月                                                  | 3月                                                  | 4月                                                  | 5月                                                  | 6月                                                  | 7月                                                  | 8月                                                  | 9月                                                  | 10月                                                 | 11月                                                 | 12月                                                 | 年                                                   |
| ------------------------------------------------------- | ---------------------------------------------------- | ---------------------------------------------------- | ---------------------------------------------------- | ---------------------------------------------------- | ---------------------------------------------------- | ---------------------------------------------------- | ---------------------------------------------------- | ---------------------------------------------------- | ---------------------------------------------------- | ---------------------------------------------------- | ---------------------------------------------------- | ---------------------------------------------------- | ---------------------------------------------------- |
| 最高気温記録 °C （°F）                                  | 21.0 (69.8)                                          | 24.6 (76.3)                                          | 27.2 (81)                                            | 30.4 (86.7)                                          | 34.4 (93.9)                                          | 37.6 (99.7)                                          | 38.7 (101.7)                                         | 37.5 (99.5)                                          | 36.5 (97.7)                                          | 33.5 (92.3)                                          | 25.1 (77.2)                                          | 24.7 (76.5)                                          | 38.7 (101.7)                                         |
| 平均最高気温 °C （°F）                                  | 8.6 (47.5)                                           | 9.7 (49.5)                                           | 13.4 (56.1)                                          | 18.8 (65.8)                                          | 23.3 (73.9)                                          | 25.9 (78.6)                                          | 29.5 (85.1)                                          | 30.9 (87.6)                                          | 27.0 (80.6)                                          | 21.4 (70.5)                                          | 15.9 (60.6)                                          | 10.8 (51.4)                                          | 19.6 (67.3)                                          |
| 日平均気温 °C （°F）                                    | 2.8 (37)                                             | 3.8 (38.8)                                           | 7.4 (45.3)                                           | 12.8 (55)                                            | 17.8 (64)                                            | 21.2 (70.2)                                          | 24.8 (76.6)                                          | 26.0 (78.8)                                          | 22.4 (72.3)                                          | 16.7 (62.1)                                          | 10.6 (51.1)                                          | 5.1 (41.2)                                           | 14.3 (57.7)                                          |
| 平均最低気温 °C （°F）                                  | −2.2 (28)                                            | −1.3 (29.7)                                          | 2.1 (35.8)                                           | 7.4 (45.3)                                           | 13.0 (55.4)                                          | 17.4 (63.3)                                          | 21.4 (70.5)                                          | 22.5 (72.5)                                          | 18.8 (65.8)                                          | 12.6 (54.7)                                          | 5.7 (42.3)                                           | 0.2 (32.4)                                           | 9.8 (49.6)                                           |
| 最低気温記録 °C （°F）                                  | −14.8 (5.4)                                          | −13.3 (8.1)                                          | −12.4 (9.7)                                          | −6.4 (20.5)                                          | −0.8 (30.6)                                          | 4.7 (40.5)                                           | 10.3 (50.5)                                          | 11.4 (52.5)                                          | 5.5 (41.9)                                           | −2.7 (27.1)                                          | −6.7 (19.9)                                          | −10.9 (12.4)                                         | −14.8 (5.4)                                          |
| 降水量 mm （inch）                                      | 37.5 (1.476)                                         | 38.5 (1.516)                                         | 87.7 (3.453)                                         | 121.5 (4.783)                                        | 149.2 (5.874)                                        | 175.2 (6.898)                                        | 215.4 (8.48)                                         | 198.5 (7.815)                                        | 217.2 (8.551)                                        | 174.4 (6.866)                                        | 71.1 (2.799)                                         | 38.5 (1.516)                                         | 1,524.7 (60.028)                                     |
| 降雪量 cm （inch）                                      | 7 (2.8)                                              | 8 (3.1)                                              | 2 (0.8)                                              | 0 (0)                                                | 0 (0)                                                | 0 (0)                                                | 0 (0)                                                | 0 (0)                                                | 0 (0)                                                | 0 (0)                                                | 0 (0)                                                | 1 (0.4)                                              | 18 (7.1)                                             |
| 平均降水日数 （≥0.5 mm）                                | 4.3                                                  | 5.5                                                  | 9.6                                                  | 11.2                                                 | 12.4                                                 | 14.9                                                 | 16.0                                                 | 13.8                                                 | 13.6                                                 | 11.4                                                 | 7.1                                                  | 4.7                                                  | 124.4                                                |
| 平均降雪日数                                            | 6.7                                                  | 7.1                                                  | 5.9                                                  | 0.6                                                  | 0.0                                                  | 0.0                                                  | 0.0                                                  | 0.0                                                  | 0.0                                                  | 0.0                                                  | 0.0                                                  | 3.1                                                  | 23.6                                                 |
| % 湿度                                                  | 61                                                   | 59                                                   | 60                                                   | 64                                                   | 69                                                   | 76                                                   | 79                                                   | 78                                                   | 77                                                   | 74                                                   | 71                                                   | 66                                                   | 70                                                   |
| 平均月間日照時間                                        | 211.7                                                | 193.3                                                | 194.2                                                | 184.9                                                | 175.4                                                | 118.5                                                | 118.9                                                | 140.9                                                | 119.8                                                | 140.3                                                | 165.9                                                | 197.4                                                | 1,961.1                                              |
| 出典：気象庁 (平均値：1991年-2020年、極値：1890年-現在) |                                                      |                                                      |                                                      |                                                      |                                                      |                                                      |                                                      |                                                      |                                                      |                                                      |                                                      |                                                      |                                                      |

| 宇都宮（1961 - 1990年平均）の気候 | 宇都宮（1961 - 1990年平均）の気候 | 宇都宮（1961 - 1990年平均）の気候 | 宇都宮（1961 - 1990年平均）の気候 | 宇都宮（1961 - 1990年平均）の気候 | 宇都宮（1961 - 1990年平均）の気候 | 宇都宮（1961 - 1990年平均）の気候 | 宇都宮（1961 - 1990年平均）の気候 | 宇都宮（1961 - 1990年平均）の気候 | 宇都宮（1961 - 1990年平均）の気候 | 宇都宮（1961 - 1990年平均）の気候 | 宇都宮（1961 - 1990年平均）の気候 | 宇都宮（1961 - 1990年平均）の気候 | 宇都宮（1961 - 1990年平均）の気候 |
| 月                                | 1月                               | 2月                               | 3月                               | 4月                               | 5月                               | 6月                               | 7月                               | 8月                               | 9月                               | 10月                              | 11月                              | 12月                              | 年                                |
| --------------------------------- | --------------------------------- | --------------------------------- | --------------------------------- | --------------------------------- | --------------------------------- | --------------------------------- | --------------------------------- | --------------------------------- | --------------------------------- | --------------------------------- | --------------------------------- | --------------------------------- | --------------------------------- |
| 平均最高気温 °C （°F）            | 7.9 (46.2)                        | 8.4 (47.1)                        | 11.7 (53.1)                       | 17.6 (63.7)                       | 22.2 (72)                         | 24.5 (76.1)                       | 27.8 (82)                         | 29.9 (85.8)                       | 25.4 (77.7)                       | 20.2 (68.4)                       | 15.2 (59.4)                       | 10.5 (50.9)                       | 18.4 (65.1)                       |
| 日平均気温 °C （°F）              | 1.5 (34.7)                        | 2.4 (36.3)                        | 5.7 (42.3)                        | 11.8 (53.2)                       | 16.7 (62.1)                       | 20.1 (68.2)                       | 23.5 (74.3)                       | 25.2 (77.4)                       | 21.1 (70)                         | 15.1 (59.2)                       | 9.4 (48.9)                        | 4.8 (40.6)                        | 13.1 (55.6)                       |
| 平均最低気温 °C （°F）            | −4.5 (23.9)                       | −3.4 (25.9)                       | −0.1 (31.8)                       | 6.1 (43)                          | 11.5 (52.7)                       | 16.3 (61.3)                       | 20.2 (68.4)                       | 21.7 (71.1)                       | 17.5 (63.5)                       | 10.4 (50.7)                       | 3.8 (38.8)                        | −1.9 (28.6)                       | 8.2 (46.8)                        |
| 出典：理科年表                    |                                   |                                   |                                   |                                   |                                   |                                   |                                   |                                   |                                   |                                   |                                   |                                   |                                   |

### 人口
| |                                          |  |
| 宇都宮市と全国の年齢別人口分布（2005年） | 宇都宮市の年齢・男女別人口分布（2005年） |  |
| ■紫色 ― 宇都宮市 ■緑色 ― 日本全国 | ■青色 ― 男性 ■赤色 ― 女性                |  |
| 宇都宮市（に相当する地域）の人口の推移 \| 1970年（昭和45年） \| 324,216人 \| \| \| 1975年（昭和50年） \| 371,314人 \| \| \| 1980年（昭和55年） \| 408,908人 \| \| \| 1985年（昭和60年） \| 439,551人 \| \| \| 1990年（平成2年） \| 465,162人 \| \| \| 1995年（平成7年） \| 477,215人 \| \| \| 2000年（平成12年） \| 487,560人 \| \| \| 2005年（平成17年） \| 502,396人 \| \| \| 2010年（平成22年） \| 511,739人 \| \| \| 2015年（平成27年） \| 518,594人 \| \| \| 2020年（令和2年） \| 518,757人 \| \| |                                          |  |
| 総務省統計局 国勢調査より |                                          |  |
| 1970年（昭和45年） | 324,216人                                |  |
| 1975年（昭和50年） | 371,314人                                |  |
| 1980年（昭和55年） | 408,908人                                |  |
| 1985年（昭和60年） | 439,551人                                |  |
| 1990年（平成2年） | 465,162人                                |  |
| 1995年（平成7年） | 477,215人                                |  |
| 2000年（平成12年） | 487,560人                                |  |
| 2005年（平成17年） | 502,396人                                |  |
| 2010年（平成22年） | 511,739人                                |  |
| 2015年（平成27年） | 518,594人                                |  |
| 2020年（令和2年） | 518,757人                                |  |

栃木県・北関東の市としては最多の人口である。

## 姉妹都市・提携都市

### 日本
- ナムコ・ナンジャタウン・池袋餃子スタジアム（東京都池袋にあるテーマパーク。架空の都市）
  - 餃子姉妹都市提携[16][17]（宇都宮市民には特典があった）
- 沖縄県うるま市
  - 沖縄県うるま市の「うるマルシェ」の指定管理者が宇都宮市の企業であることなどをきっかけに、経済産業部を中心に交流が進み、2024年8月3日に友好都市締結を行うこととなった[18]。

### 日本以外

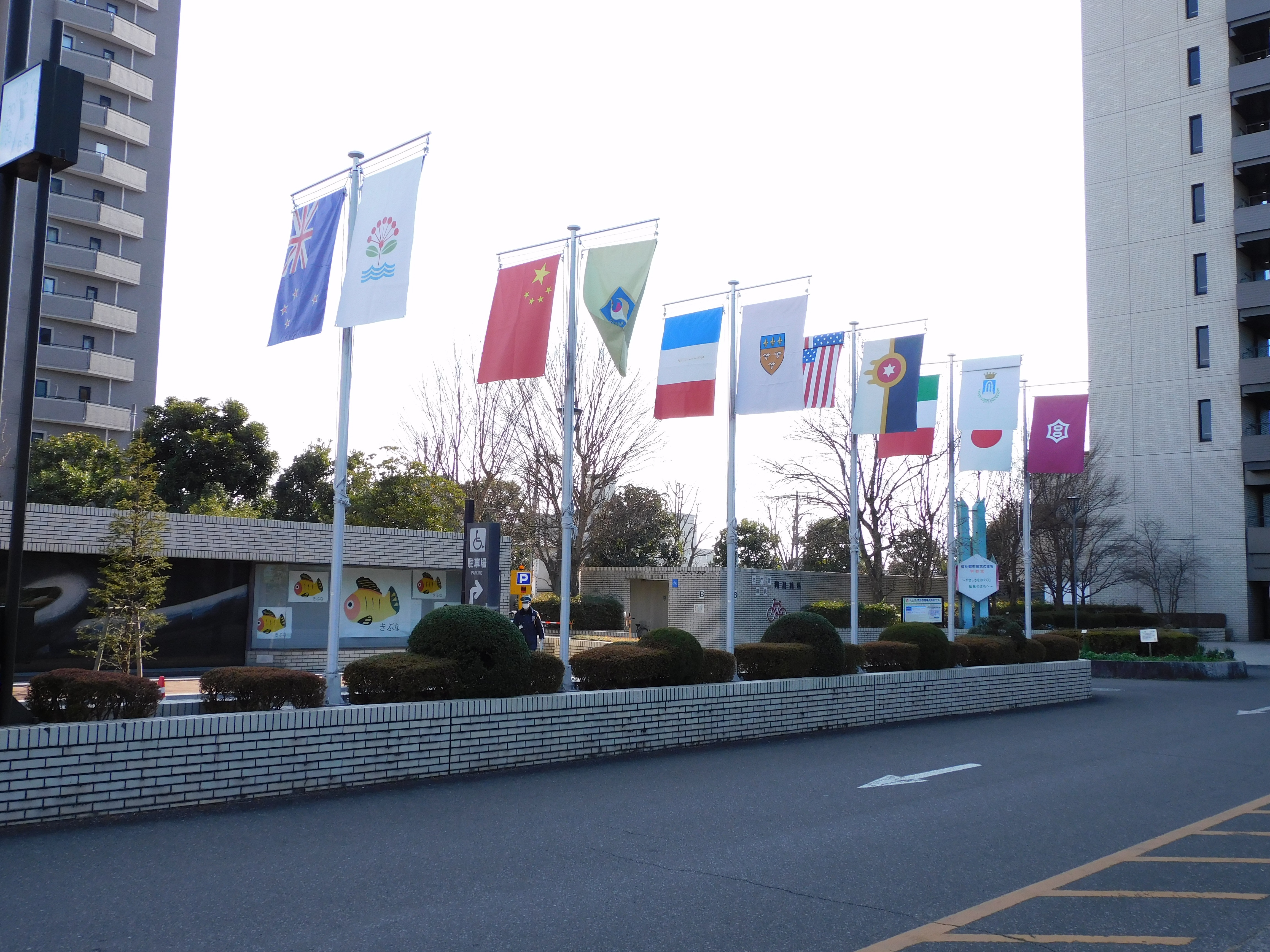
市役所前に掲げられた姉妹都市の旗（現在はない）

- ニュージーランド オークランド市
  - 1982年2月24日に旧マヌカウ市と姉妹都市提携、2010年3月の広域合併によりオークランド市へ継承。
- 中華人民共和国 チチハル市（黒竜江省）
  - 1984年9月30日に友好都市提携
- フランス オルレアン市（ロワレ県）
  - 1989年5月7日に友好都市提携
- アメリカ合衆国 タルサ市（オクラホマ州）
  - 1992年7月10日に姉妹都市提携
- イタリア ピエトラサンタ市（トスカーナ州ルッカ県）
  - 1995年8月3日に文化友好都市提携

これらの姉妹・友好都市とは交換留学生など国際交流事業が行われている。これらの事業には主に宇都宮市国際交流協会が関わっている。

## 歴史
宇都宮は、蝦夷平定のためこの地に足を踏み入れた豊城入彦命が開祖といわれており、当時「池辺郷」といったこの地に命を神として祀った宇都宮二荒山神社（社伝によると西暦353年創祀）の門前町として、また二荒山神社の神官としてこの地に赴任した摂関家藤原北家道兼流・宇都宮氏の直轄地として栄えた。
「宇都宮」という都市名と、嫡流「宇都宮氏」の名称は、『延喜式神名帳』にある下野国唯一の一宮名神大社である「二荒山神社」の別号「宇津宮大明神（宇都宮大明神）」に由来するというのが一般的だが、他にも「現の宮」「遷しの宮」「討つの宮」など諸説がある。江戸期の森幸安の「下野州河内郡宇都宮地図」によると、「宇」とは「宇宙」つまり「太陽」の意で、また「卯」と同じ「東」の意、「都」は「京（みやこ）」と同訓、「宮」は「宮殿」の意味であり、すなわち（当時は関東の中心は江戸であったが）宇都宮とは古くから関東の都である、とある。宇都宮二荒山神社はその武徳が尊ばれ、かつてこの地を訪れた田原藤太藤原秀郷（藤原北家魚名流）や武家源氏の祖である源頼義・八幡太郎源義家父子（河内源氏）、源頼朝（河内源氏）、徳川家康（河内源氏義家流新田氏）等の名将らも戦勝祈願し、土地・金品などが寄進されたと言われる。
律令制度が整備されてからは、道路としての東山道、鎌倉時代には鎌倉街道の中道が通っていた田原街道の田川橋梁は古来鎌倉橋と呼ばれてきた。
その後、慶長3年（1598年）に宇都宮に入封された蒲生秀行（12万石）が日野町や紺屋町を造成し、宇都宮氏の居館（中世宇都宮城）は近世宇都宮城へと継承された。さらに小山藩3万石から加増を受け15万5千石で宇都宮藩に入封された徳川家康の腹心である本多正純が城下町を含めた宇都宮城改築の大普請を行い、城下町としての宇都宮の礎を築いた。また、江戸時代には日光街道・奥州街道が通る宿場町（宇都宮宿）としても繁栄した。
江戸時代後期には戸田氏が6-7万石で入り、幕末まで続いた。宇都宮新石町出身の蒲生君平は天皇家陵墓に関する調査研究結果を『山陵志』にまとめて幕府・朝廷より評価され、その功績で宇都宮藩は天皇陵墓修復工事を任され、当時の難局を回避した。
明治維新では宇都宮城周辺が戊辰戦争の戦場となり、また日露戦争後は軍備拡大により第14師団司令部が置かれ、太平洋戦争が終わるまで軍都と呼ばれ軍需産業も進出したが、1945年（昭和20年）7月12日の宇都宮空襲では600名を超える市民が死亡し、主要な都市構造物が焼失。残った遺構の多くも戦後の戦災復興事業の過程で消失した。
有形の歴史的遺産は時代が生まれ変わるごとに破壊され、現在まで残されているものはごくわずかであるが、宇都宮二荒山神社を礎として、様々な文化を受け入れる温故知新の社会構造は、脈々と現代に受け継がれている。

### 平安時代から室町時代まで
宇都宮二荒山神社の門前町であり、二荒山神社の神職者として赴任した藤原道兼流で嫡流宇都宮氏（関東の豪族下毛野氏や八田氏、貴族中原氏の流れを汲むとも言われる）の居館（宇都宮城）が置かれた。日本三代実録の貞観11年2月28日（869年3月18日）の記述には「二荒神加正二位」とあり、宇都宮二荒山神社は地方社としては最高位の格式が与されていた。
また、『吾妻鏡』の文治5年7月25日（1189年9月14日）の記述には奥州征伐に向かった源頼朝が（畠山重忠以下、小山朝政や宇都宮朝綱・業綱父子といった中路軍を率いて）宇都宮（古多橋駅）に宿し宇都宮社（宇都宮二荒山神社）に戦勝の願を立て奉幣したとあり、宇都宮二荒山神社が当時の武門から厚い崇敬を受けていたことが推察される。
宇都宮二荒山神社の神職者の地位にあったとされる宇都宮氏は、この地に在る間も京都との交流を続け、この地に中央文化の息吹を吹き込み続け、鎌倉時代には宇都宮頼綱が宇都宮歌壇を築いて小倉百人一首の成り立ちに関わるなど、文化教養の養生において名跡を残した。また、源頼朝をして「東国一の弓取り」と言わしめた宇都宮朝綱、元寇の際に討伐軍十万の総大将として九州へ赴いた宇都宮貞綱、元弘の乱で楠木正成と互角に渡り合った宇都宮公綱など、宇都宮氏は武門としても歴史にその名を残している。
宇都宮氏の名声の影には、始祖藤原宗円以来の宇都宮氏の郎党「紀清両党」（益子氏と芳賀氏）の力があった。宇都宮貞綱が正和元年（1312年）母の十三回忌の供養の折に鋳造し、菩提寺である東勝寺に奉納した鉄製塔婆は、東勝寺廃寺に伴い芳賀高継創建の清巌寺で保存され、現存する日本最古かつ最大の鉄製塔婆として国の重要文化財に指定されている。
宇都宮氏は京との結びつきを保ちつつ鎌倉時代には鎌倉幕府の評定衆や引付衆として、また室町時代には室町幕府の足利尊氏の意向によって下野国守護職など（上野国・越後国などの守護職も）を兼務し中央政府を支えるとともに、鎌倉府（足利氏）から関東八屋形に列せられ、鎌倉府、関東管領（上杉氏）とともに関東の支配体制の一翼を担い、主に毛野川流域一体の治安維持に務めた。毛野川下流にあたる下総国 - 常陸国（現在の茨城県南部）を治めた常陸国司の小田氏も宇都宮氏の庶流である。
室町時代中期には上総国守護職、京都扶持衆に任じられるなど幕府に重用されたが、幕府と鎌倉府の対立に巻き込まれ、鎌倉府から討伐されるなど弱体化しつつあった。
室町時代後期には関東の戦国時代のきっかけとなった享徳の乱が勃発。宇都宮等綱は上杉氏側につくが古河府（かつての鎌倉府）支持の小山持政との戦いに敗れ劣勢となり、次代の宇都宮明綱は幕府側から鎌倉府側へと方針を変えて難を逃れた。

### 戦国時代
戦国時代、国司・宇都宮氏は擡頭する武士団を牽制して関東一帯の治安維持に寄与し、結果的に戦国大名と評される勢力を持っていた。

#### 前期
戦国時代初期には「宇都宮氏中興の祖」・「奇蹟の武人」などと呼ばれた名将宇都宮成綱が現れ、宇都宮氏を戦国大名へと脱皮させ、独立しつつあった宇都宮一族や周辺勢力を巧みに取り込み、内乱を制し、家臣団の立て直しを行うなど勢力を回復させた。16世紀初頭には永正の乱が勃発すると、成綱は娘婿で次期古河公方候補である足利高基の古河公方擁立を企て勢力の拡大を狙った。その過程で対立した宿老中筆頭の芳賀高勝を永正9年（1512年）に討ち宇都宮錯乱という大きな内乱が発生し、2年かけて鎮圧した。その後、下野進出を狙う足利政氏支持の佐竹義舜と北関東の覇権を巡って争い、永正11年（1514年）に永正の乱の事実上の決戦である竹林の戦いで勝利した。その2年後には縄釣の戦いで再び佐竹義舜を破り、さらには敗走する佐竹軍を追い常陸侵攻も行っている。成綱は北関東の覇権争いの勝利と古河公方の擁立を同時に成就させることに成功した。短い間だが、宇都宮氏は成綱の代に北関東最大の勢力となり、北関東の覇者たる存在として君臨した。
しかし、栄光の時代も長くは続かなかった。成綱没後、次代の宇都宮忠綱は結城政朝と戦い敗れてしまう。さらには同時期に大きな内訌(大永の内訌)が発生し、忠綱に反抗的な家臣らが結城政朝に通じて、成綱の末子である宇都宮興綱を擁立し、忠綱を追放した。その後は家臣団による専横が長く続き、宇都宮氏は大きく弱体化してしまった。
宇都宮尚綱は那須高資と戦って敗れ、壬生綱房が幼少の宇都宮広綱から宇都宮城を奪取したが、忠臣芳賀高定の働きにより広綱は宇都宮城を奪還した。この時、鬼怒川東岸の飛山城が前線基地として使われた。宇都宮周辺の城郭の様相が当時の度重なる攻防の歴史を窺わせる。

#### 後期
戦国時代後期になると、古河府足利氏の勢力が弱まり後北条氏が小田原から南関東に台頭し、その勢力は小山にまで迫り、宇都宮氏は常陸国の佐竹氏とともに後北条氏を牽制する一大勢力となった。中央政府から派遣された豊臣秀吉が小田原を攻めた際にはこれに応じ北条氏を破った。後北条氏の侵攻が過激になってくると宇都宮国綱は本拠を宇都宮城から軍事に適した山城の多気山城に移し、攻撃に備えた。多気山城は関東の山城では最大規模の山城であり、歴史的価値は八王子城に匹敵するという。その後秀吉を小田原城から宇都宮城に迎え、秀吉は宇都宮の地で東北・関東の支配構造を決定した（宇都宮仕置）。国綱は秀吉から羽柴姓を授かるなど宇都宮家と秀吉の関係は良好で、朝鮮攻めの際にも国綱は秀吉に追従した。しかし慶長2年（1597年）の太閤検地の際に秀吉の姉婿であった浅野長政により石高詐称の嫌疑をかけられ改易された。背景には、旧来の勢力を一掃し、新たに功績を成した者に褒美として与える領地を確保する方針があったとされる。
宇都宮氏の後に入封されたのは改易に関わった浅野長政であったが、その後は蒲生氏や奥平氏などが入れ替わり支配した。

### 江戸時代
江戸時代になると徳川家康の廟所となった日光へ向かう日光街道と奥州白河へ向かう奥州街道が整備され、二つの街道の分岐点（追分）となる宇都宮宿の宿場町ともなった。
江戸時代初期の元和8年（1622年）には、徳川家康の腹心であった本多正純が宇都宮藩15万5千石で入城して城下町を含め中世宇都宮城を大改築し、周囲14km、高い土塁（一部石垣）と濠、土塁上には8つの櫓を備える近世平城（輪郭梯郭複合式平城）の縄張りとし、関東七大名城と呼ばれるほどの大城郭へと生まれ変わり、現在の市街地の基本構造を築いた。しかし正純はその後宇都宮城無断改修を咎められて（宇都宮城釣天井事件）改易され、その後は藩主が奥平氏、松平氏や戸田氏、本多氏、阿部氏など目まぐるしく交代した。
この間も、大名の参勤交代や日光東照宮の造営などによる往来も多く、重要拠点として「小江戸」と呼ばれるほどに栄えた。

### 幕末
江戸時代後期は戸田氏が入封し幕末まで宇都宮を治めた。新石町（現・小幡一丁目）に生まれた蒲生君平は山陵修復を志して天皇陵を調査研究し、山陵志を執筆した。安政3年（1856年）には宇都宮藩藩主・戸田忠恕が山陵奉行に任ぜられ、歴代天皇の陵墓修復の任に当たった。君平はその後明治天皇より功績を讃えられ、その命により花房三丁目に勅旌碑が建てられ、また塙田の地に蒲生神社として祀られることとなった。
慶応4年（1868年）の戊辰戦争の折には、前藩主・忠恕は新政府方に付くが、4月19日(旧暦)に秋月登之助・土方歳三らが率いる旧幕府軍（桑名藩隊、新選組、伝習隊など）の侵攻に退散を余儀なくされた。この日の旧幕府軍による放火で、城下町を含む宇都宮城下の主たる建造物(二荒山神社・桂林寺など)が焼失してしまった。宇都宮城に入った旧幕府軍と巻き返した新政府軍（長州藩、薩摩藩、大垣藩、鳥取藩、土佐藩などの各隊）は、4月23日(旧暦)に宇都宮六道辻 - 宇都宮城・二荒山神社付近で激戦を繰り広げ、物量に長じた新政府軍は新田町の延命院と桂林寺に砲台を並べ、旧幕府軍が陣取る宇都宮城や明神山（二荒山）、八幡山に砲弾を浴びせ、優勢となった新政府軍が宇都宮の地を旧幕府軍より奪還、旧幕府軍は明神山から日光方面に向け退却した（宇都宮城の戦い）
。この宇都宮戦争における戦没者を弔うために、市内のいたる寺院に慰霊碑が建立された。

### 明治維新から第二次大戦まで
- 慶応4年（1868年）6月（旧暦）：古河にあった下総野鎮撫府が宇都宮に移動される。また、真岡天領が真岡県となるとともに、初代真岡知県事・鍋島道太郎陣屋が一時宇都宮に置かれる。
- 明治2年（1869年）6月（旧暦）：版籍奉還により宇都宮藩藩主戸田忠友が初代宇都宮藩知事に就任する。
- 明治4年7月14日（旧暦）（1871年8月29日）：廃藩置県により宇都宮藩が廃止され、宇都宮県が設置される。宇都宮県庁舎が宇都宮城内に置かれる。同年、日本陸軍東京鎮台第四分営第七番大隊が宇都宮城跡の宇都宮県庁舎に入営し、このため宇都宮県庁は城外に移転することとなり一時西原安養寺に置かれた。
- 明治4年11月14日（旧暦）（1871年12月25日）：府県再編により下野国北半部を管轄する宇都宮県が改めて設置されて、引き続き県庁が置かれる。県庁舎は梅が丘。
- 1873年（明治6年）6月：宇都宮県が廃止され、栃木県へ併合される。
- 1874年（明治7年）：日本陸軍が改組となり、宇都宮には東京鎮台歩兵第2連隊の連隊本部が設置され、従前の東京鎮台第四分営第七番大隊は同歩兵第2連隊第2大隊に改組となり、東京鎮台第1師団隷下となる。
- 1876年（明治9年）6月：明治天皇が日光御行幸の際に宇都宮城で陸軍練兵を天覧する。現在の馬場通り2丁目にあった向明館が御在所となり宇都宮二荒山神社にも参詣。
- 1878年（明治11年）：郡区町村編制法が施行。
- 1880年（明治13年）11月：陸軍東京鎮台第1師団の行軍演習が行われる[注釈 3]。
- 1881年（明治14年）7月：陸軍東京鎮台第1師団の大軍事演習が行われる[注釈 4]。
- 1883年（明治16年）10月：三島通庸が栃木県令となり、現在も宇都宮市中心市街地を東西に貫く大通りの開通工事を行う[注釈 5]。
- 1884年（明治17年）1月：県庁が栃木から宇都宮に移転（栃木県庁の移転）。同年6月、東京鎮台歩兵第2連隊本部が千葉県佐倉に移動となる。
- 1885年（明治18年）2月24日：内務省告示第6号にて、東京市（日本橋）から北海道函館港までの区間が国道6号に制定される。市内経路は、雀宮から不動前、材木町、伝馬町、日野町、上河原、白沢街道を通って白沢に至る区間。
- 1885年（明治18年）4月：栃木第一中学校（現・栃木県立宇都宮高等学校）が県庁の宇都宮移転に伴い塙田地内に移転。
- 1885年（明治18年）7月：日本鉄道大宮駅 - 宇都宮駅間が開通し、宇都宮駅で日本初の駅弁が販売される。
- 1889年（明治22年）4月：町制施行。宇都宮町。町域は現在の本庁管内。同年12月31日の居住人口は30,698人で、当時の関東地方の市町村内では東京市や神奈川県横浜市に次ぐ第3位、全国では第28位であった.なお、町村としては全国第1位であった[注釈 6]。
- 1890年（明治23年）8月：日本鉄道宇都宮駅 - 今市駅間が開通。
- 1892年（明治25年）10月：明治天皇が御行幸し市内向明館が御在所となる。天皇天覧の下、宇都宮平出原で第1回陸軍特別大演習が行われ、陸軍東京第1師団、同仙台第2師団および近衛師団が参加。総勢3万人による大日本帝国初の大軍事演習となる。これ以降、御行幸（御幸）地の平出原は御幸が原と呼ばれるようになる。
- 1893年（明治26年）7月：栃木第一中学校、河内郡姿川村（現在の宇都宮市滝の原）に新築移転。
- 1896年（明治29年）4月1日：市制施行。宇都宮市。人口約3万5千2百人、戸数約7千戸。市域は現在の本庁管内。
- 1896年（明治29年）10月17日：宇都宮旧城内広場において、旧制中学校野球部同士の全国初の試合とされる旧制宇都宮中学校（現在の宇高）対旧制水戸中学校（現在の水戸一高）の試合が開催される。
- 1899年（明治32年）6月：宇都宮電灯会社が、町内に電力供給を開始する。
- 1902年（明治35年）8月：早稲田大学野球部が宇都宮にて第一回夏季練習を行う[22]。
- 1906年（明治39年）：八幡山に塩田園が開園。
- 1906年（明治39年）12月：市内に電話が開通。
- 1908年（明治41年）11月：陸軍第十四師団が移駐、師団本部が河内郡国本村戸祭に置かれる（現・国立栃木病院）。
- 1909年（明治42年）10月：日本鉄道が国有化され、上野駅 - 青森駅間の路線名称を東北線、同じく宇都宮駅 - 日光駅間を日光線とする。
- 1911年（明治44年）2月14日：市章制定[23]。
- 1911年（明治44年）3月4日：内務省告示第14号にて、東京市（日本橋）から第十四師団（国本村）までの区間（現在の清住町通りと桜通り北側）が国道60号に制定される。
- 1912年（明治45年）4月：市庁舎が旭町に落成。
- 1915年（大正4年）：今市浄水場、第6号接合井、戸祭配水場配水池が竣工。
- 1916年（大正5年）3月：上水道の給水が開始される。
- 1920年（大正9年）4月1日：内務省告示第28号にて、市内を通る国道6号は国道4号、国道60号は国道29号に改号される。
- 1922年（大正11年）10月：宇都宮高等農林学校（現宇都宮大学農学部）創設。
- 1927年（昭和2年）4月1日：塩田園を市が買収、拡張整備した八幡山公園が開園。
- 1931年（昭和6年）8月：東武鉄道宇都宮線開通。
- 1934年（昭和9年）1月1日：河内郡姿川村鶴田の一部を編入。
- 1936年（昭和11年）3月：県庁舎が火災で焼失。
- 1938年（昭和13年）10月：新県庁舎落成。
- 1939年（昭和14年）4月1日：河内郡城山村大字駒生の一部を編入。
- 1940年（昭和15年）8月：第十四師団が満州国に移駐、留守第十四師団を基幹とする第五十一師団が新設される。
- 1942年（昭和17年）7月1日：河内郡平石村大字峰を編入。
- 1944年（昭和19年）1月：中島飛行機宇都宮製作所が操業開始。
- 1945年（昭和20年）1月20日：留守第五十一師団司令部が独立し、宇都宮師管区司令部が開設される。
- 1945年（昭和20年）6月：宇都宮師管区司令部が八幡山地下壕に移設される。
- 1945年（昭和20年）7月12日：宇都宮大空襲により市街の大半が焼失。

### 昭和戦後

#### 昭和中期
- 1947年（昭和22年）4月1日：栃木師範学校男子部附属中学校が宝木に、女子部が戸祭に設置される。
- 1947年（昭和22年）9月：人口10万人に到達。
- 1947年（昭和22年）9月4日：昭和天皇の戦後巡幸。天皇、皇后が戦争犠牲者の寡婦を収容する母子寮などに行幸啓。各地で市民による奉迎が行われる[24]。
- 1948年（昭和23年）：栃木県総合運動公園の整備事業がはじまる。
- 1949年（昭和24年）4月1日：河内郡豊郷村大曽並びに河内郡横川村大字平松の一部を編入。
- 1950年（昭和25年）3月：宇都宮競馬場完成。
- 1951年 - 1955年：周辺の町村を編入合併する。
  - 1951年（昭和26年）6月1日：河内郡平石村大字上平出及び上越戸新田並びに河内郡豊郷村大字竹林及び大字今泉新田の一部を編入。
  - 1952年（昭和27年）4月1日：河内郡横川村大字江曽島の一部並びに河内郡姿川村大字西川田及び鶴田の一部を編入。
  - 1952年（昭和27年）6月1日：河内郡国本村大字戸祭及び宝木の一部を編入。
  - 1953年（昭和28年）6月1日：河内郡豊郷村大字竹林及び大字今泉新田の一部を編入。
- 1953年（昭和28年）：栃木県総合運動公園がオープン。
  - 1954年（昭和29年）8月1日：河内郡平石村を編入。
  - 1954年（昭和29年）8月10日：芳賀郡清原村を編入。
  - 1954年（昭和29年）9月25日：河内郡横川村を編入。
  - 1954年（昭和29年）10月1日：河内郡瑞穂野村を編入。
  - 1954年（昭和29年）11月1日：河内郡豊郷村、国本村、城山村、富屋村、並びに篠井村の一部（分村）を編入。
  - 1955年（昭和30年）4月1日：河内郡姿川村並びに雀宮町を編入、人口20万人に到達。
- 1955年（昭和30年）：栃木会館がオープン。
- 1956年（昭和31年）11月17日：「宇都宮の歌」および「宇都宮音頭」を制定。
- 1957年（昭和32年）4月1日：古賀志町の一部を鹿沼市へ編入。
- 1958年（昭和33年）：御本丸公園が開園。
- 1961年（昭和36年）11月：宇都宮工業団地（平出工業団地）の分譲開始。
- 1963年（昭和38年）4月1日：ラジオ栃木（栃木放送）開局。
- 1965年（昭和40年）：栃木県体育館がオープン。
- 1965年（昭和40年）8月：下水道終末処理を開始（田川下水処理場）。

#### 昭和後期
- 1970年（昭和45年）4月：市花を制定。栃木県交響楽団が結成され、定期演奏会が始まる。
- 1970年（昭和45年）9月10日：福田屋百貨店で火災。改装工事を行っていた鉄筋8階建ての店舗が全焼。高層建築物のため消防の水が届かず、日本のデパート火災としては過去最大規模（当時）となった[25]。
- 1972年（昭和47年）：栃木県体育館プール館がオープン。
- 1972年（昭和47年）4月：市旗を制定[26]。
- 1972年（昭和47年）8月：人口30万人に到達。
- 1972年（昭和47年）11月：東北自動車道宇都宮IC開通。栃木県立美術館がオープン。
- 1974年（昭和49年）4月：清原工業団地の分譲開始。
- 1975年（昭和50年）6月：宇都宮中央卸売市場開設。
- 1975年（昭和50年）8月：第1回「ふるさと宮まつり」開催。
- 1976年（昭和51年）：市森林公園がオープン。
- 1977年（昭和52年）：栃木県体育館武道館と弓道場がオープン。
- 1980年（昭和55年）4月：市民憲章を制定。市立体育館、市文化会館、市サッカー場が開設される。
- 1980年（昭和55年）10月：「栃の葉国体」開催、UHF電波中継塔（宇都宮タワー）が完成。
- 1981年（昭和56年）7月：市立図書館開館。
- 1981年（昭和56年）10月：栃木県立美術館常設展示館がオープン。
- 1982年（昭和57年）2月：マヌカウ市（ニュージーランド）と姉妹都市提携。
- 1982年（昭和57年）6月23日：東北新幹線宇都宮駅開業。
- 1982年（昭和57年）10月10日：栃木県立博物館がオープン。
- 1984年（昭和59年）5月：テクノポリス（技術集積都市）に指定される。
- 1984年（昭和59年）8月：清原工業団地内で「'84とちぎ博」開催。
- 1984年（昭和59年）9月：チチハル市（中華人民共和国黒竜江省）と友好都市提携。
- 1984年（昭和59年）10月：人口40万人に到達。
- 1986年（昭和61年）4月：市制90周年。市木を制定。
- 1986年（昭和61年）10月：現在の市庁舎が開庁。
- 1988年（昭和63年）7月：清原中央公園内に宇都宮清原球場と清原体育館が建設される。
- 1988年（昭和63年）9月：宇都宮駅東公園などで食と緑の博覧会-とちぎ'88開催。
- 1989年（昭和64年）1月1日：河内郡上三川町と境界変更。

#### 平成期
- 1989年（平成元年）4月：帝京大学理工学部、作新学院大学、宇都宮文星短期大学の3校が開設される。
- 1989年（平成元年）5月　オルレアン市（フランス）と姉妹都市提携。
- 1990年（平成2年）：東北本線の上野駅 - 黒磯駅間に宇都宮線の愛称が付される。
- 1990年（平成2年）6月1日：河内郡河内町と境界変更。
- 1990年（平成2年）8月：世界選手権自転車競技大会ロードレース競技を開催（日光宇都宮道路及び市森林公園周辺）。
- 1992年（平成4年）6月：タルサ市（アメリカ合衆国）と姉妹都市提携。
- 1993年（平成5年）：専用球技場 栃木県グリーンスタジアムが完成。
- 1993年（平成5年）1月1日：鹿沼市及び今市市と境界変更。
- 1993年（平成5年）8月：全国高等学校総合体育大会（インターハイ）の開催。
- 1995年（平成7年）8月：ピエトラサンタ市（イタリア）と文化友好都市提携。
- 1995年（平成7年）10月：「第10回国民文化祭とちぎ95」開催。
- 1995年（平成7年）12月1日：河内郡上三川町と境界変更。
- 1996年（平成8年）4月1日：市制100周年、中核市に指定される。
- 1996年（平成8年）7月：平成記念子どものもり公園・冒険活動センターがオープン。
- 1996年（平成8年）9月：市農林公園「ろまんちっく村」がオープン。UCIワールドカップ最終戦開催（アジアで唯一の開催）。
- 1996年（平成8年）：市外縁部を一周する宇都宮環状道路が全線開通。
- 1997年（平成9年）3月：宇都宮美術館がオープン。
- 1999年（平成11年）4月：文星芸術大学が開学。
- 1999年（平成11年）9月：市役所本庁窓口業務の一部を19時まで延長。
- 2000年（平成12年）7月：北関東自動車道栃木都賀JCT - 宇都宮上三川IC間が開通。市総合運動公園予定地（現・みずほの自然の森公園）で全国都市緑化フェア「マロニエとちぎ緑花祭2000」開催。
- 2001年（平成13年）3月：クリーンパーク茂原が開設される。
- 2001年（平成13年）8月1日：河内郡上三川町と境界変更。
- 2001年（平成13年）8月：宇都宮市茂原健康交流センター「蝶寿コデランネ」がオープン。
- 2001年（平成13年）12月：湘南新宿ライン開業と同時に市内各駅に列車乗り入れ開始。
- 2003年（平成15年）3月24日：宇都宮北道路の供用を開始。
- 2003年（平成15年）4月：宇都宮市教育センター開設。
- 2003年（平成15年）7月1日：鹿沼市と境界変更。同日、河内郡上三川町とも境界変更。
- 2003年（平成15年）7月：宇都宮上三川IC周辺に商業流通団地「インターパーク宇都宮南」が町開き。
- 2005年（平成17年）2月1日：芳賀郡芳賀町と境界変更。
- 2005年（平成17年）11月8日：宇都宮北道路の制限速度を80km/hrに引き上げ。一般道路の制限速度として70km/hrを超えた初めての例。
- 2006年（平成18年）4月：宇都宮共和大学（旧那須大学）宇都宮シティキャンパスが開設。
- 2006年（平成18年）：オリオンスクエア（オリオン市民広場）がオープン。
- 2007年（平成19年）3月25日：宇都宮城の一部を復元、宇都宮城址公園がオープン。
- 2007年（平成19年）3月31日：河内郡河内町並びに上河内町を編入合併。人口50万人に到達。
- 2007年（平成19年）7月31日：宇都宮二荒山神社前の上野百貨店本館跡にうつのみや表参道スクエアがオープン。
- 2008年（平成20年）1月：栃木県庁新庁舎完成。
- 2008年（平成20年）3月：第5次宇都宮市総合計画が策定される。
- 2011年（平成23年）3月11日：東北地方太平洋沖地震（東日本大震災）が発生し、震度6強を観測した。この震災で災害救助法が適用された。負傷者8名、建物被害8426棟。
- 2011年（平成23年）3月26日：宇都宮線・湘南新宿ライン雀宮駅の橋上新駅舎が完成。同日使用開始。
- 2012年（平成24年）8月1日：鹿沼市と境界変更。
- 2016年（平成28年）4月1日：宇都宮市消防本部が宇都宮市消防局に名称変更。
- 2017年（平成29年）3月8日：コミュニティFMミヤラジ開局。
- 2018年（平成30年）5月28日：宇都宮ライトレールの優先整備区間の起工式を宇都宮駅東口広場で挙行[27]。

#### 令和期
- 2019年（令和元年）7月30日：スマートシティ実現へ向け市と民間の協働組織Uスマート推進協議会を設立。
- 2021年（令和3年）1月7日：新型コロナウィルス感染症（COVID-19)の蔓延を防止するため、外出自粛や飲食店の休業を求める「宇都宮市新型コロナウイルス感染症緊急事態宣言」を発出[28]。
- 2021年（令和3年）3月21日：宇都宮市内の関東自動車、JRバス関東のバス路線で交通系ICカードが利用可能になる。全国初の地域連携ICカード「totra」サービス開始。
- 2021年（令和3年）7月13日：再生可能エネルギー電力を市有施設やライトレールに供給することを目的とし、市と民間が出資する第三セクター企業、宇都宮ライトパワーを設立[29]。
- 2022年（令和4年）2月1日：クリーンパーク茂原火災が発生。市のごみ焼却能力の約7割を喪失。（同年12月に復旧）
- 2022年（令和4年）11月1日：環境省により「脱炭素先行地域」に選定。
- 2022年（令和4年）11月30日：宇都宮駅東口地区に交流拠点施設、ライトキューブ宇都宮が開業。
- 2023年（令和5年）1月11日～1月31日：移住・定住プロモーションの一環でテレビCMの放映を開始。地方自治体がテレビCMを出稿するのは全国的にも珍しい事例[30]。なお、同年9月から10月及び翌2024年10月にもテレビCMを放映している。
- 2023年（令和5年）8月26日：全国初の全線新設型ライトレール（LRT）路線、宇都宮芳賀ライトレール線の宇都宮駅東側区間が開業[31]。

#### 今後の予定
- 2025年（令和7年）：駒生町の東北自動車道に大谷スマートインターチェンジが完成予定（用地買収が順調に進んだ場合）。
- 2026年（令和8年）：新里町に大型スポーツ施設である「北西部地域体育施設」が完成予定。
- 2030年（令和12年）ごろ：市東部のLRT沿線地域においてカーボンニュートラル（脱炭素）化を図り、民生部門の電力消費において排出される二酸化炭素を実質ゼロにする（後述）。

同年までに、市内のすべての公共交通（LRT、路線バス、タクシーなど）においてカーボンニュートラル（脱炭素）化を図り、排出される二酸化炭素を実質ゼロにする（後述）。
- 2030年代前半：宇都宮芳賀ライトレール線が宇都宮駅東口から栃木県教育会館付近まで延伸予定。

## 行政
宇都宮市は栃木県の県庁所在地であり、市行政機関はもちろん、県庁施設や国の出先機関も存在する。市行政機関はエリア拡大・人口増加に伴い地域分化が進んでおり、市役所の一部窓口手続き業務は地域の市民センターで行うことが出来る。また各機能施設は中央集中のみならず、各地分散が適度に図られている。

### 歴代首長
- 宇都宮市長

| 代    | 氏名       | 就任                       | 退任                       | 備考                                                       |
| ----- | ---------- | -------------------------- | -------------------------- | ---------------------------------------------------------- |
| 1     | 矢島中     | 1896年（明治29年）7月2日   | 1901年（明治34年）10月5日  |                                                            |
| 2-5   | 本多鐐吉   | 1901年（明治34年）10月26日 | 1917年（大正6年）9月13日   |                                                            |
| 6     | 谷誠之     | 1917年（大正6年）10月9日   | 1919年（大正8年）4月16日   |                                                            |
| 7-8   | 川崎参一郎 | 1919年（大正8年）6月21日   | 1926年（大正15年）11月27日 | 在任中死去                                                 |
| 9     | 松永和一郎 | 1927年（昭和2年）1月13日   | 1929年（昭和4年）2月18日   |                                                            |
| 10    | 石田仁太郎 | 1929年（昭和4年）6月22日   | 1932年（昭和7年）11月13日  |                                                            |
| 11-12 | 河合長蔵   | 1932年（昭和7年）10月20日  | 1936年（昭和11年）10月10日 |                                                            |
| 13    | 富沢世一   | 1936年（昭和11年）10月10日 | 1936年（昭和11年）12月27日 | 職務管掌                                                   |
| 14    | 落合慶四郎 | 1936年（昭和11年）12月28日 | 1940年（昭和15年）12月27日 |                                                            |
| 15    | 入江操     | 1940年（昭和15年）12月31日 | 1944年（昭和19年）12月30日 |                                                            |
| 16    | 江原三郎   | 1944年（昭和19年）12月31日 | 1946年（昭和21年）10月15日 |                                                            |
| 17    | 横倉正吉   | 1947年（昭和22年）4月5日   | 1947年（昭和22年）7月25日  | 公職追放により退職、この代以降公選                         |
| 18-22 | 佐藤和三郎 | 1947年（昭和22年）8月15日  | 1967年（昭和42年）4月29日  | 名誉市民                                                   |
| 23-25 | 小池嘉子   | 1967年（昭和42年）4月30日  | 1979年（昭和54年）4月29日  |                                                            |
| 26-30 | 増山道保   | 1979年（昭和54年）4月30日  | 1999年（平成11年）4月29日  |                                                            |
| 31-32 | 福田富一   | 1999年（平成11年）4月30日  | 2004年（平成16年）10月15日 | 栃木県知事選挙に立候補するため任期途中で辞職、現栃木県知事 |
| 33-38 | 佐藤栄一   | 2004年（平成16年）11月29日 | 現職（6期目）              |                                                            |

### 国行政施設
宇都宮市にある国関連行政施設は以下のとおり。
総務省関係
- 関東管区行政評価局栃木行政監視行政相談センター

法務省関係
- 宇都宮地方法務局
- 宇都宮地方検察庁
- 東京出入国在留管理局宇都宮出張所
- 宇都宮保護観察所
- 宇都宮拘置支所
- 宇都宮少年鑑別所

厚生労働省関係
- 日本年金機構宇都宮西年金事務所
- 日本年金機構宇都宮東年金事務所
- 栃木労働局
  - ハローワーク宇都宮
  - ハローワーク宇都宮駅前プラザ

国土交通省関係
- 宇都宮地方気象台
- 関東運輸局 栃木運輸支局
- 関東地方整備局宇都宮営繕事務所
- 関東地方整備局宇都宮国道事務所
- 関東地方整備局鬼怒川ダム統合管理事務所
- 関東地方整備局下館河川事務所石井出張所
- 軽自動車検査協会栃木事務所
- 自動車事故対策機構栃木支所
- 自動車技術総合機構関東検査部栃木事務

所
財務省関係
- 関東財務局宇都宮財務事務所
- 横浜税関宇都宮出張所
- 宇都宮税務署

農林水産省関係
- 関東農政局栃木県拠点
- 関東農政局利根川水系土地改良調査管理事務所鬼怒川支所

防衛省関係
- 北関東防衛局宇都宮防衛事務所
- 陸上自衛隊 北宇都宮駐屯地（宇都宮飛行場）
- 陸上自衛隊 宇都宮駐屯地
- 自衛隊栃木地方協力本部

### 県行政施設
宇都宮市にある栃木県庁関連施設は以下のとおり。
- 栃木県庁
- 河内庁舎
- 総合教育センター
- 消費生活センター
- 中央児童相談所
- 栃木県住宅供給公社
- 公園事務所
- 栃木県農業試験場本場
- 婦人相談所
- 林業センター
- 県央家畜保健衛生所
- 動物愛護指導センター
- 自動車税事務所
- 保健環境センター
- 岡本台病院
- 企業局
- 栃木県民公園福祉協会白沢管理所
- 産業技術センター
- 栃木県計量検定所

栃木県庁本庁周辺には合同庁舎など複数の県庁施設が所在する。

### 市行政施設
宇都宮市役所および市行政施設は以下のとおり。
- 宇都宮市役所
- 宇都宮市土地開発公社
- 観光案内所
- 消費生活センター
- 宇都宮ベンチャーズ
- エコパークいたど
- 環境学習センター・環境未来館
- クリーンパーク茂原
- クリーンセンター下田原
- 宇都宮市保健所
- 保健センター
- 衛生環境試験所
- 上下水道局
- 上下水道局今市浄水場
- 上下水道局松田新田浄水場
- 上下水道局白沢浄水場
- 上下水道局下河原水再生センター
- 上下水道局川田水再生センター
- 上下水道局清原水再生センター
- 上下水道局上河内水再生センター
- 上下水道局河内水再生センター
- 宇都宮市医療保険事業団
- 宇都宮市国際交流協会
- 国際交流プラザ
- 宇都宮市農業公社
- 宇都宮市冒険活動センター
- 教育センター（修道館）
- ゆうあいひろば
- うつのみや子ども情報センター
- 子育てサロン石井
- 子育てサロン竹林
- 子育てサロン中央
- 幼児ことばの相談室
- 勤労青少年ホーム・トライ東
- 青少年センター
- 市民活動サポートセンター
- 食肉衛生検査所

### 地域の市施設
市民の市行政窓口として、経済・行政の中枢であり大半の人口が集中する市中心地区には、市役所本庁の他に出張所が設けられている。また、その辺縁地区には地区市民センターが設けられ市民の利便性が図られている。
地域の市役所窓口機関は以下のとおり。
- バンバ出張所
- 宝木出張所
- 陽南出張所
- 駅東出張所
- 河内地域自治センター
- 上河内地域自治センター
- 平石地区市民センター
- 清原地区市民センター
- 横川地区市民センター
- 瑞穂野地区市民センター
- 城山地区市民センター
- 国本地区市民センター
- 富屋地区市民センター
- 豊郷地区市民センター
- 篠井地区市民センター
- 姿川地区市民センター
- 雀宮地区市民センター

### 警察
栃木県警察所管の宇都宮市内の警察署
- 栃木県警察本部
- 宇都宮中央警察署
- 宇都宮東警察署
- 宇都宮南警察署

### 消防
宇都宮市消防局および所轄分署は以下のとおり。
- 宇都宮市消防局
- 宇都宮市中央消防署
  - 所轄分署 - 河内分署、上河内分署
- 宇都宮市西消防署
  - 所轄分署 - 富屋分署、宝木分署、城山分署
- 宇都宮市南消防署
  - 所轄分署 - 陽南分署、簗下分署
- 宇都宮市東消防署
  - 所轄分署 - 平石分署、清原分署

## 司法
宇都宮市には以下の地方裁判所、簡易裁判所、家庭裁判所、検察審査会が置かれる。
- 宇都宮地方裁判所
- 宇都宮簡易裁判所
- 宇都宮家庭裁判所
- 宇都宮検察審査会

## 議会

### 市議会
議員構成
- 定数：45名
- 議長：馬上剛（自由民主党議員会）
- 副議長：篠﨑圭一（自由民主党議員会）

議員会派（2023年6月12日時点）
| 会派名                   | 議席数 |
| ------------------------ | ------ |
| 自由民主党議員会         | 19     |
| 市民連合                 | 8      |
| 公明党議員会             | 6      |
| 日本共産党宇都宮市議員団 | 3      |
| うつのみや維新           | 3      |
| 清風クラブ               | 2      |
| 宇都宮 立憲              | 1      |
| 未来への架け橋           | 1      |
| 緑の地球                 | 1      |
| 参政党 政治参加を促す会  | 1      |
| 欠員                     | 0      |
| 計                       | 45     |

議会招集
- 定例会：毎年3、6、9、12月（原則）
- 臨時会：議長請求、議員の1/4以上による請求の場合
- 招集者：市長

定例会の流れ
1. 本会議：会期決定（通常は約20日）、市長による議案などの説明、質疑・一般質問
2. 常任委員会：議案などの審査
3. 本会議：常任委員長による審査報告、討議・議決

常任委員会
常設される常任委員会と構成人数は以下のとおり。
- 総務常任委員会：9名
- 厚生常任委員会：9名
- 子ども文教常任委員会：9名
- 環境経済常任委員会：9名
- 建設常任委員会：9名

### 栃木県議会（宇都宮市・上三川町選出）
- 定数：13名
- 任期：2023年（令和5年）4月30日～2027年（令和9年）4月29日

| 議員名       | 会派名                 | 備考             |
| ------------ | ---------------------- | ---------------- |
| 渡邉典喜     | 民主市民クラブ         | 党籍は立憲民主党 |
| 大久保ゆみ   | 日本維新の会           |                  |
| 小池篤史     | 民主市民クラブ         | 党籍は立憲民主党 |
| 金子武蔵     | とちぎ自民党議員会     |                  |
| 野村せつ子   | 日本共産党栃木県議団   |                  |
| 横松盛人     | 栃木の会               |                  |
| 野沢和一     | 公明党栃木県議会議員会 |                  |
| 中島宏       | とちぎ自民党議員会     |                  |
| 渡辺幸子     | とちぎ自民党議員会     |                  |
| 山田みやこ   | 民主市民クラブ         |                  |
| 山口恒夫     | 公明党栃木県議会議員会 |                  |
| 五月女裕久彦 | とちぎ自民党議員会     |                  |
| 螺良昭人     | とちぎ自民党議員会     |                  |

### 衆議院
- 任期 ： 2021年（令和3年）10月31日 - 2025年（令和7年）10月30日（「第49回衆議院議員総選挙」参照）

| 選挙区                                                                                            | 議員名   | 党派名     | 当選回数 | 備考     |
| ------------------------------------------------------------------------------------------------- | -------- | ---------- | -------- | -------- |
| 栃木県第1区（旧上河内町・河内町を除く宇都宮市、下野市（旧南河内町）、上三川町）                   | 船田元   | 自由民主党 | 13       | 選挙区   |
| 栃木県第2区（宇都宮市の旧上河内町・河内町の区域、鹿沼市、日光市、さくら市、栃木市西方町、塩谷郡） | 福田昭夫 | 立憲民主党 | 6        | 選挙区   |
| 栃木県第2区（宇都宮市の旧上河内町・河内町の区域、鹿沼市、日光市、さくら市、栃木市西方町、塩谷郡） | 五十嵐清 | 自由民主党 | 1        | 比例復活 |

## 産業
年間商品販売額：2,424,044（百万円）（2021年）
小売業売場面積：768,270（m2）（2021年）
製造品出荷額：2,080,878（百万円）（2022年）
農業産出額：1,610（千万円）（2022年）
耕地面積：11,900（ha）（2023年）
宇都宮市は、商・工・農のバランスが高いレベルで取れた、高機能な産業都市である。

### 農業

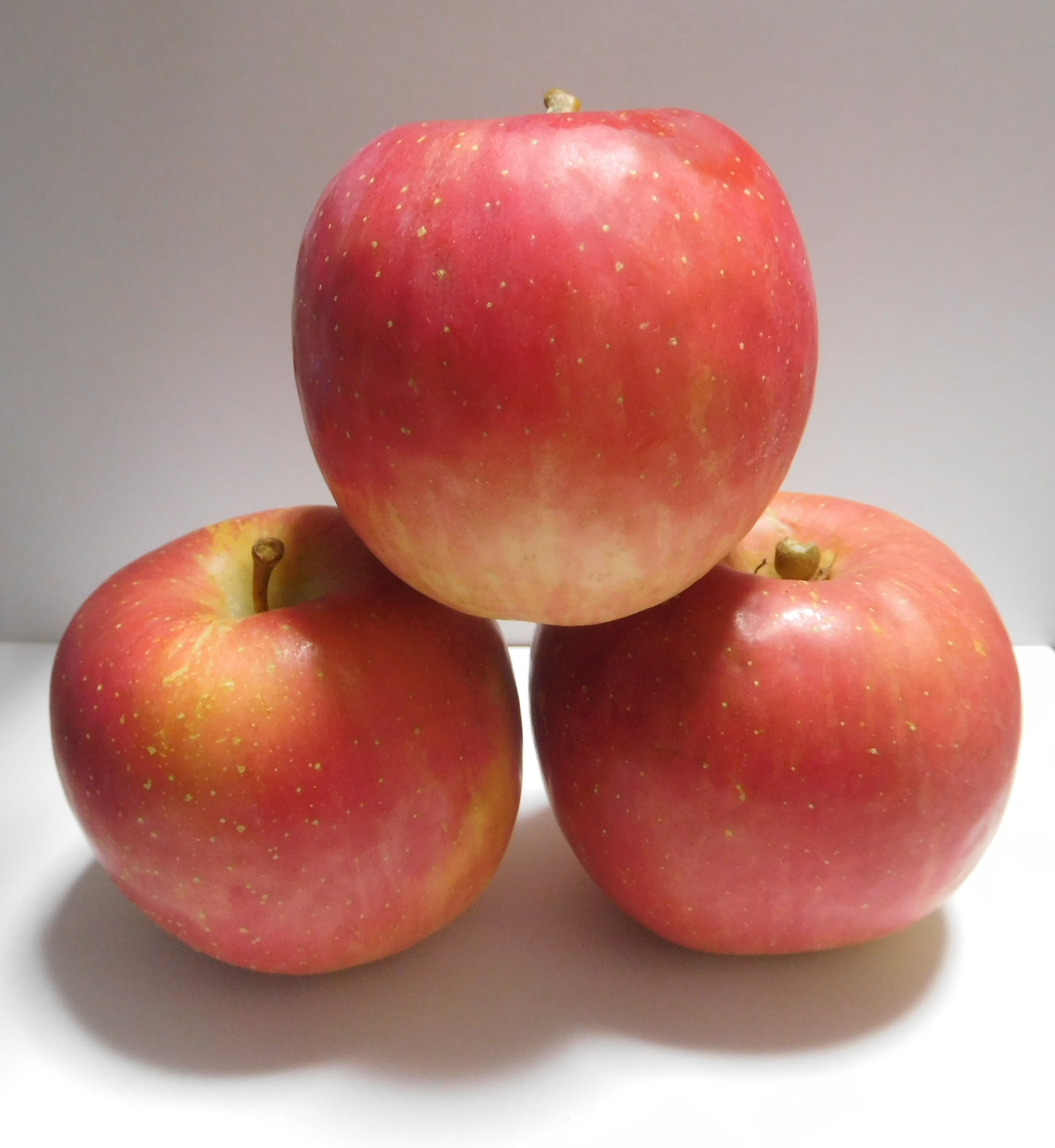
石那田町産のふじりんご

2018年の全国市町村別農業産出額において、宇都宮市の産出額県内順位は那須塩原市・大田原市に次いで第3位、全国順位は第60位の産出額である。経営耕地面積は9,899haと大田原市（10,233ha）に次いで広く、県内第2位であった（2015年農林業センサス）。
宇都宮市の農業特産品は和なしや花卉で、いずれも2018年の産出額において県内第1位、和なしは全国第9位であった。宇都宮は国内有数の米の産地でもあり、市町村別産出額（2018年）は大田原市に次いで県内第2位、全国でも第21位であった。野菜類ではトマトの産出額が多く、2018年の市町村別産出額で県内第1位、全国でも第28位であった。宇都宮市は「農業王国うつのみや」を標榜し、うつのみやアグリネットワーク運営委員会では、代表的な産物として米、いちご、トマト、梨を挙げている地域性・ストーリー性などのある産物として、プレミアム7（糖度7度以上のトマト）、プレミアム13（糖度13度以上の梨）、アスパラリン（独自基準を満たしたアスパラガス）、宮どんこ（独自基準を満たしたしいたけ）、みやおとめ（食味値75以上のコシヒカリ）、にら、宇都宮牛、新里ねぎ、宮ゆず、宇都宮ブリッツェン米（市内城山地区の農家と宇都宮ブリッツェンが連携して生産するゆうだい21）、大谷夏いちごを挙げている。
第1次産業に代わって第2次産業や第3次産業の人口が増大している中、市は農業政策事業の一環として道の駅うつのみや ろまんちっく村（宇都宮市農林公園）にクラインガルテン（市民農園）を設け、市民に有料ながら耕作環境を提供しているほか、同所で種々の農業体験・講習会などを定期的に開催し、市民が農業に触れる機会を提供している。

### 工業
宇都宮における製造業は、主に以下の工業団地・企業によって営まれている。

#### 主な工業団地
- 宇都宮工業団地（平出工業団地）
市東部に位置する宇都宮工業団地（通称：平出工業団地）は、1962年（昭和37年）から1975年（昭和50年）にかけて分譲された、宇都宮市内で最も古い工業団地である。総面積は300万平米、工場用地だけでも240万平米を有し、現在も100を越す製造業者が入居している。入居事業者の業種は機械器具製造、食品・飲料製造、印刷など。

- 清原工業団地
  - 市東部・鬼怒川の東岸に広がる清原工業団地は、1974年（昭和49年）から1988年（昭和63年）にかけて分譲された工業団地で、入居事業者の業種は電子機器、化学工業、食品・飲料・たばこ、機械器具・部品製造など。

- 瑞穂野工業団地
市南東部に位置する瑞穂野工業団地は、1977年（昭和52年）から1983年（昭和58年）にかけて分譲された工業団地で、総面積は30万平米、工場用地が20万平米と敷地面積は比較的小規模であるが、入居事業者数は80社を超える。業種は、自動車・家電製品などの周辺部品や梱包用材製造業者など。
トーホク、日本ポーチフレーバー、日邦工業、宇都宮ヤクルト販売などが入居する。

- 河内工業団地
市北東部の中岡本に位置する河内工業団地は、1961年（昭和36年）から1967年（昭和42年）にかけて分譲された工業団地で、総面積は34万平米、工場用地が33万平米。
ジェイ・バス、三和テッキなどが入居する。

- 白沢工業団地
市北東部の白沢町に位置する白沢工業団地は、1983年（昭和58年）から1987年（昭和62年）にかけて分譲された、総面積5万平米、工場用地4万平米の小規模な工業団地。地元企業（井上総合印刷、宇建など）が入居する。

#### その他
- 市南部（陽南）
SUBARU宇都宮製作所：当事業所は中島飛行機宇都宮工場として戦時中に整備され、戦闘機生産拠点として旧日本陸軍四式戦闘機「疾風（はやて）」の生産ラインが置かれた。戦後は鉄道車両生産拠点（2002年3月末までに東武10000系電車など東武鉄道の電車、国鉄キハ40系気動車などの一般形気動車、国鉄キハ183系気動車、国鉄キハ185系気動車、北近畿タンゴ鉄道KTR8000形気動車などの特急形気動車、JR四国2000系気動車、JR北海道キハ283系気動車、智頭急行HOT7000系気動車などの振り子式特急形気動車、わたらせ渓谷鐵道わ89-300形気動車などの第三セクター鉄道向けレールバス、タンク貨車など、日本国内の鉄道車両計10,299両を製造。詳細は「SUBARUの鉄道車両事業」を参照）および航空機部品生産拠点として展開してきたが、2002年末に鉄道車両生産から撤退し、航空宇宙部門にシフトし、航空機や風力発電機器を生産している。

- 市北部（上戸祭、徳次郎）
ソニーのAV部門であるアイワの宇都宮工場（1960年開所、市内上戸祭）および宇都宮北工場（1975年開所、市内徳次郎町）があったが、現在はアイラインのテクノセンターとなっている。

- 市西部（大谷）
地場産業として凝灰岩である大谷石の採掘が行われている。

#### 伝統工芸
上記の近代工業以外に、小規模ではあるが以下の伝統工業が見られる。
- 大谷石細工
- 竹細工
- ふくべ細工
- 和太鼓
- 竹釣り竿
- 琴
- 三味線
- 野洲てんまり
- 黄鮒（きぶな）
- 桐塑人形
- 挽物
- 曲物
- 宮染め
- 和弓

### 商業

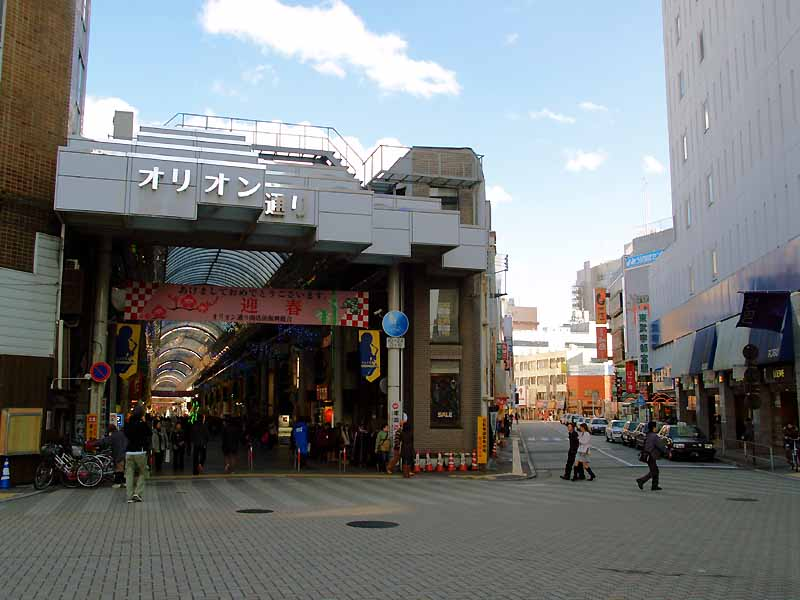
オリオン通り西端（東武宇都宮駅前）

宇都宮市の2008年（平成20年）の年間商品販売額（卸売業を含む）は2兆8千億円を越え、栃木県全体（5兆6千億円）の年間商品販売額の約50%を宇都宮市だけで売り上げている。この数字は、関東地方では東京23区、横浜市、さいたま市、千葉市、川崎市の販売額に次ぐものである（関東地方第6位、北関東3県で第1位）。また小売業の売り場面積は約75万平米で、栃木県全体の約1/4にあたる。このうちの約半数は本庁管内で占め、宇都宮市は栃木県下における重要な商業の中核地となっている。
中心市街地は市内を流れる田川の西岸の旧市内（宇都宮城・二荒山神社周辺地域）に形成されており、多種多様の商業施設が林立している。特に二荒山神社と東武宇都宮駅の間にあるアーケード街「オリオン通り」は繁華街の中心となっている。田川東岸（川向町）にあって市外からの玄関地として発展しているJR宇都宮駅周辺の商業施設は商種が限定的で比較的小規模である。詳細は以下各項目を参照のこと。

#### 商圏
2009年（平成21年）の調査結果によると、宇都宮市の商圏は宇都宮市およびその近隣自治体の他、大型商業施設がない県北西部・県東部地区の比較的離れた自治体も商圏に入っている。宇都宮市商圏の概容は以下のとおり。
吸収率30%以上
宇都宮市、那須烏山市、さくら市（旧氏家町地域）、高根沢町、市貝町、芳賀町、上三川町、下野市（旧石橋町地域）、壬生町
吸収率20 - 30%
鹿沼市（旧鹿沼市地域）、日光市（旧今市市・日光市地域）、下野市（南河内地域）、茂木町、塩谷町
吸収率10 - 20%
真岡市、矢板市、鹿沼市（旧粟野町地域）、日光市（旧足尾町・藤原町地域）、さくら市（旧喜連川町地域）、下野市（旧国分寺町地域）、益子町、那珂川町

#### 金融機関
2009年（平成21年）3月31日時点の市内金融機関（本店および支店）数は85で、うち半数は銀行であった。その全預金残高は約4兆円弱で、うち1/3が銀行以外の金融機関の預金であった。一方貸出金額は約2.16兆円であり、うち約1.74兆円が証書貸付による貸出であり、割引手形による貸出は1%未満であった。
宇都宮市に本店・支店・出張所などの窓口を置く金融機関一覧は以下のとおり（2010年3月現在）。
| 金融機関種別 | 金融機関名称                                                                           |
| ------------ | -------------------------------------------------------------------------------------- |
| 地方銀行     | 足利銀行（28）、群馬銀行（2）、常陽銀行、筑波銀行、山形銀行、東邦銀行                  |
| 第二地方銀行 | 栃木銀行（31）、東日本銀行、大東銀行                                                   |
| 都市銀行     | みずほ銀行、りそな銀行                                                                 |
| 信託銀行     | 三菱UFJ信託銀行、三井住友信託銀行＜旧中央三井店＞                                      |
| 信用金庫     | 栃木信用金庫（7）、鹿沼相互信用金庫（3）、烏山信用金庫（7）                            |
| 労働金庫     | 中央労働金庫（2）                                                                      |
| 商工中金     | 商工中金                                                                               |
| 公庫         | 日本政策金融公庫（中小・農林・国民の3部門とも1箇所に集約）                             |
| 信用組合     | 横浜幸銀信用組合、ハナ信用組合                                                         |
| 生命保険     | 住友生命、日本生命、富国生命、大同生命、明治安田生命、太陽生命、朝日生命、第一生命など |
| 農林中金     | 農林中金                                                                               |
| 農協         | JAバンク（26）                                                                         |

括弧内は窓口事務所数（事務所数1の場合は省略）
かつては秋田銀行や福島銀行など東北地方の地銀の支店も数多く存在したが、その多くが撤退した。
またさくら銀行（旧太陽神戸店）も存在したが、栃木県小山市の小山支店に統合、店舗自体はあさひ銀行（現・りそな銀行）に譲渡された。

#### 大規模商業施設
第二次世界大戦後、市内の百貨店は地場資本の老舗「上野百貨店」と「山崎百貨店」で、2店を中心に繁華街が形成されていった。1960年代に入り地場の福田屋が百貨店を出店したほか電鉄系を中心とした東京の大手資本が次々に参入、馬場町から池上町付近には最大で6つの百貨店（上野、山崎、東武、福田屋、十字屋、西武）や丸井、緑屋など大型店が林立し、全国有数のオーバーストア地区となった。激戦に巻き込まれた山崎は1971年に東急百貨店と業務提携、生き残りを図ったが実を結ばず、3年後に閉店している（旧山崎跡に緑屋が曲師町から移転し入居）。バブル景気最盛期の1987年には十字屋が売り上げ不振を理由に百貨店から専門店に業態変更、2館体制だった丸井も売場拡大は困難として撤退した。
1991年には繁華街から1km程東方に位置するJR宇都宮駅前の再開発ビルにイトーヨーカドー系のロビンソンが開店している。
バブル景気が破綻した後、1994年5月1日の大規模小売店舗法改正では大型店舗の規制要件が緩和され、福田屋は中心市街地（馬場通り二丁目）から市街地北部の準郊外（今泉町）に移転し、無料駐車場を備えた大規模ショッピングセンター「福田屋ショッピングプラザ宇都宮店」を開店し成功を収めた。
一方、中心市街地では1997年に宇都宮二荒山神社前のバンバ相生地区が再開発され、ファッションビルの宇都宮パルコが開店した。パルコは初年度こそ低迷したが若年層を中心に客層を確保し一定の成功を収めた。しかし、バブル崩壊後の景気低迷がピークに達し、同時に地域の多くの商業施設のメインバンクとして地域経済の屋台骨となっていた足利銀行が経営危機に陥ってから市の商業活動は都心・郊外ともに数年間の衰退期を迎えた。2000年には上野が倒産し、2002年に西武、2003年にロビンソンが撤退。2001年、ams宇都宮（旧山崎、旧緑屋＝江野町）跡に出店した109UTSUNOMIYAもわずか4年後の2005年に閉店した。郊外ではジャスコの撤退などを筆頭に様々な郊外店舗が淘汰され、新規出店業者がつかず放置され廃墟同然となった空店舗が目立つようになった。
市ではこれら大型店の撤退を契機に、当時の福田富一市政下で大規模店舗跡への出店要件を簡素化する構造改革特区「宇都宮にぎわい特区」を国に申請、2003年11月20日には特区適用第一号のラパーク長崎屋（2010年夏 MEGAドン・キホーテにリニューアル）を西武百貨店跡地に、また2005年4月8日には適用第二号のララスクエア宇都宮を旧ロビンソン跡地に誘致することに成功している。その後、2019年5月31日にパルコが撤退し、2020年2月1日にはララスクエアが運営者交代によりトナリエ宇都宮に改称した。
2023年現在、本庁管内（旧市内地域）にある大規模商業施設は、東武、MEGAドン・キホーテ（長崎屋）、トナリエ宇都宮、福田屋（今泉町）、トライアル、カルナショッピングセンター、ウツノミヤテラスなどに限られているが、開発が進んでいる駅東地区や、郊外を走る宇都宮環状道路（宮環）沿線、JR・東武線の郊外駅付近にも大規模商業施設が拡大しており、FKDショッピングモール宇都宮インターパーク店（雀宮駅東口）、ベルモール（陽東六丁目、宇都宮駅東口方面）、ジョイフル本田（住所は河内郡上三川町）、アピタ（江曽島本町、江曽島駅前）などが開店し、市中心部と郊外部の商業競争はむしろ激化している。2007年7月31日には市街地再開発の一環として、旧上野本館跡を含む馬場通り中央地区に「うつのみや表参道スクエア」がオープンしたが、商業施設としては不調となり、現在は生命保険会社などのオフィスも多く入るテナントビルとしての形相となっている。
近年では2022年8月26日に宇都宮駅東口整備事業の一環として、複合商業施設「ウツノミヤテラス（Utsunomiya Terrace）」がオープンし、オープンに合わせ対抗策として駅西側のトナリエもフロアをリニューアルするなど、ライトレールの始発駅ともなった宇都宮駅周辺地区においては競争が活発化している。
宇都宮市内の大規模商業施設は以下のとおり（2022年時点）。
| 所在地                                 | 商業施設名称                                                                                              |
| -------------------------------------- | --- |
| 本庁管内（馬場町・池上町）             | 東武宇都宮百貨店、MEGAドン・キホーテ ラパーク宇都宮店、 うつのみや表参道スクエア                          |
| 本庁管内（川向町・駅前通り・宮みらい） | パセオ、トナリエ宇都宮、ウツノミヤテラス                                                                  |
| 本庁管内（今泉町）                     | 福田屋ショッピングプラザ宇都宮店                                                                          |
| 本庁管内（睦町）                       | スーパーセンタートライアル宇都宮店                                                                        |
| 本庁管内（宿郷）                       | パシオス宇都宮東店、カルナショッピングセンター                                                            |
| 陽南（江曽島本町）                     | アピタ宇都宮店                                                                                            |
| 平石（陽東）                           | イトーヨーカ堂宇都宮店、ベルモール、ベイシア宇都宮陽東店                                                  |
| 姿川（鶴田町）                         | パシオス鶴田店                                                                                            |
| 雀宮（インターパーク宇都宮南）         | FKDショッピングモール宇都宮インターパーク店、 インターパークショッピングビレッジ、ジョイフル本田宇都宮店※ |

※ジョイフル本田宇都宮店の敷地は大半が上三川町域内で、住所も上三川町である

#### 餃子専門店
市内には餃子を扱う飲食店が専門店を含めて約二百軒あり、「餃子の街」として全国的に有名である。
なお、2005年（平成17年）7月には、ジャスコ宇都宮店跡地（簗瀬町）に昭和30年代風の内装を施したフードテーマパーク「宇都宮餃子共和国」がオープンし、宇都宮餃子会加盟店が入居していたが、2006年（平成18年）6月30日に1年足らずで撤退、これを受け宇都宮餃子会は2007年（平成19年）4月21日に宇都宮中心市街地の長崎屋（現MEGAドン・キホーテ）ラ・パーク宇都宮店に自ら運営する「来らっせ」を開店させ、従来の加盟28店による日替わりメニューに加え、加盟店の支店も新設している。後に「来らっせ」は、土産専門店として宇都宮駅構内に、2013年4月には2店舗目となる東武百貨店内のレストラン街「SPICE」に開業している。
市内の主な餃子店は以下のとおり。
| 事業者名称         | 所在地                                                                |
| ------------------ | --------------------------------------------------------------------- |
| 宇都宮みんみん     | 馬場通り、宮みらい（2022年8月再オープン）、川向町、江曽島本町、東宿郷 |
| まさし（正嗣）     | 馬場通り、岩曽町、駒生町、南高砂町、滝の原、簗瀬                      |
| シンフー           | 宮町                                                                  |
| さつき             | 馬場通り、徳次郎町                                                    |
| 青源みそしる亭     | 川向町                                                                |
| 和の中             | 宝木町                                                                |
| 宇都宮幸楽         | 宝木町                                                                |
| 宇都宮餃子館       | 宿郷、徳次郎町、東宿郷、駅前通り、川向町                              |
| 宇味家             | 山本、駅前通り、川向町、江野町                                        |
| 来らっせ           | 馬場通り、川向町                                                      |
| らーめん専門店華山 | 馬場通り                                                              |
| めんめん           | 二荒町                                                                |
| 桃泉楼             | 陽東、下岡本町                                                        |
| 宇都宮の夢餃子     | 元今泉                                                                |

#### 家電量販店
宇都宮は、大型家電量販店コジマが本社を置く家電量販店の激戦地区となっている。当初はヌマニウ（本社：市内西川田）も家電量販店を展開していたが、バブル崩壊の後のコジマの全国展開および株式上場、またケーズデンキ（本社：茨城県水戸市）、ヤマダデンキ（本社：群馬県高崎市）の宇都宮出店などに押され撤退し、ハードオフなどのフランチャイズに転換した。現在はJR宇都宮駅前にヨドバシカメラが、また市東部・南部地区にはベスト電器が出店し、競争は激化している。
市内の主な家電量販店舗は以下のとおり。なお、家電量販店ではないが、AV機器などを取り扱う写真用品店も併記する。
| 事業者名称       | 所在地（家電量販店、カメラ用品店）   |
| ---------------- | ------------------------------------ |
| コジマ           | 駒生町、今泉                         |
| ケーズデンキ     | 陽東、インターパーク、鶴田町         |
| ヤマダデンキ     | 元今泉、江曽島本町、駒生町、ゆいの杜 |
| ヨドバシカメラ   | 駅前通り                             |
| ベスト電器       | 今泉町、泉が丘、インターパーク       |
| カメラのキタムラ | 今泉町、インターパーク               |

#### 中心市街地の小規模小売店
中心市街地のオリオン通り西側には、レコード店や古着屋などが立ち並ぶ「ユニオン通り」があり、若年層を惹き付けている。
また、カクテル作りの腕を競う国内大会で優勝したバーテンダーが多く所在する事から、「カクテルの街」としても売り出している。ジャズサックス奏者・渡辺貞夫の出身地であることから、「ジャズの街」での宣伝も始まっている。

### 宇都宮市に本社を置く主な企業
宇都宮市に本社を置く主な企業は以下の通り（五十音順）。
- アイライン
- 足利銀行
- エステート住宅産業
- カンセキ
- 関東自動車
- グランディハウス
- Genki Global Dining Concepts
- コジマ
- 下野新聞
- 情報技研
- TKC
- 東武宇都宮百貨店
- 栃木銀行
- 栃木サッカークラブ
- トヨタウッドユーホーム
- 日新製菓
- 針谷乳業
- 福田屋百貨店
- 藤井産業
- フタバ食品
- マニー
- レオン自動機

## 地域

### 町名一覧
地区分けは宇都宮市の本庁、宝木・陽南出張所及び11の地区市民センター、2地域自治センター（16地区）に基づく。

#### 本庁地区
- 明保野町
- 旭1丁目-2丁目
- 池上町
- 泉が丘1丁目-7丁目
- 泉町
- 一条1丁目-4丁目
- 一の沢1丁目-2丁目
- 一ノ沢町
- 一番町
- 今泉1丁目-5丁目
- 今泉新町
- 今泉町
- 上野町
- 駅前通り1丁目-3丁目
- 江野町
- 大曽1丁目-5丁目
- 大通り1丁目-5丁目
- 御蔵町
- 小幡1丁目-2丁目
- 上大曽町
- 川向町
- 河原町
- 菊水町
- 北一の沢町
- 京町
- 清住1丁目-3丁目
- 越戸1丁目-4丁目
- 越戸町
- 幸町
- 栄町
- 桜1丁目-5丁目
- 三番町
- 材木町
- 下河原1丁目
- 下河原町
- 下戸祭1丁目-2丁目
- 宿郷1丁目-5丁目
- 昭和1丁目-3丁目
- 新町1丁目-2丁目
- 城東1丁目-2丁目
- 住吉町
- 千波町
- 滝谷町
- 大寛1丁目-2丁目
- 中央1丁目-5丁目
- 中央本町
- 天神1丁目-2丁目
- 伝馬町
- 戸祭1丁目-4丁目
- 戸祭台
- 戸祭町
- 戸祭元町
- 中一の沢町
- 中今泉1丁目-5丁目
- 中河原町
- 仲町
- 西1丁目-3丁目
- 西一の沢町
- 錦1丁目-3丁目
- 西大寛1丁目-2丁目
- 西原1丁目-3丁目
- 西原町
- 二番町
- 八幡台
- 花園町
- 花房1丁目-3丁目
- 花房本町
- 塙田1丁目-5丁目
- 馬場通り1丁目-4丁目
- 東今泉1丁目-2丁目
- 東宿郷1丁目-6丁目
- 東戸祭1丁目
- 東塙田1丁目-2丁目
- 東町
- 東簗瀬1丁目
- 日の出1丁目-2丁目
- 平出工業団地
- 平松町
- 二荒町
- 不動前1丁目-5丁目
- 星が丘1丁目-2丁目
- 本町
- 本丸町
- 曲師町
- 松が峰1丁目-2丁目
- 松原1丁目-3丁目
- 操町
- 南一の沢町
- 南大通り1丁目-4丁目
- 峰1丁目-4丁目
- 峰町
- 宮園町
- 宮原1丁目-5丁目
- 宮町
- 宮みらい
- 御幸町
- 御幸本町
- 睦町
- 元今泉1丁目-8丁目
- 簗瀬1丁目-4丁目
- 簗瀬町
- 弥生1丁目-2丁目
- 陽西町
- 陽南1丁目
- 吉野1丁目-2丁目
- 六道町

#### 宝木地区
- 上戸祭1丁目-4丁目
- 上戸祭町
- 宝木町1丁目
- 宝木町2丁目
- 中戸祭1丁目
- 中戸祭町
- 東宝木町
- 細谷1丁目
- 細谷町
- 若草1-5丁目

#### 陽南地区
- 今宮1-4丁目
- 江曽島1丁目-5丁目
- 江曽島本町
- 大塚町
- 春日町
- 東浦町
- 東原町
- 双葉1丁目-3丁目
- 緑1丁目-5丁目
- 宮本町
- 八千代1丁目-2丁目
- 大和1丁目-2丁目
- 陽南1丁目-4丁目

#### 平石地区
- 石井町
- 下平出町
- 問屋町
- 中久保1-2丁目
- 東峰町
- 平出町
- 柳田町
- 陽東1丁目-8丁目

#### 清原地区
- 板戸町
- 上籠谷町
- 刈沼町
- 清原工業団地
- 清原台1丁目-6丁目
- 桑島町
- 鐺山町
- 竹下町
- 道場宿町
- 野高谷町
- 氷室町
- 満美穴町
- ゆいの杜1-8丁目[60]

#### 横川地区
- インターパーク1丁目・2丁目
- 江曽島町
- 下栗1丁目
- 下栗町
- 城南1丁目-3丁目
- 砂田町
- 平松本町
- 屋板町

#### 瑞穂野地区
- 上桑島町
- 下桑島町
- 西刑部町
- 東刑部町
- 東木代町
- 平塚町
- 瑞穂1丁目-3丁目

#### 豊郷地区
- 岩曽町
- 岩本町
- 海道町
- 川俣町
- 瓦谷町
- 下川俣町
- 関堀町
- 竹林町
- 豊郷台1丁目-3丁目
- 長岡町
- 富士見が丘1丁目-4丁目
- 御幸ケ原町
- 山本1丁目-3丁目
- 山本町
- 横山1丁目-3丁目
- 横山町

#### 国本地区
- 岩原町
- 宝木本町
- 新里町
- 野沢町

#### 富屋地区
- 大網町
- 上金井町
- 上横倉町
- 下金井町
- 下横倉町
- 徳次郎町

#### 篠井地区
- 飯山町
- 石那田町
- 上小池町
- 篠井町
- 下小池町

#### 城山地区
- 飯田町
- 大谷町
- 古賀志町
- 駒生1丁目-2丁目
- 駒生町
- 下荒針町
- 田下町
- 田野町
- 西の宮1丁目-2丁目
- 福岡町

#### 姿川地区
- 上欠町
- 鷺の谷町
- 下欠町
- 下砥上町
- 滝の原1丁目-3丁目
- 鶴田1丁目-3丁目
- 鶴田町
- 砥上町
- 西川田1丁目-7丁目
- 西川田東町
- 西川田本町1丁目-4丁目
- 西川田町
- 西川田南1丁目-2丁目
- 兵庫塚1丁目-3丁目
- 兵庫塚町
- 幕田町
- 大和3丁目

#### 雀宮地区
- インターパーク3丁目-6丁目
- 上御田町
- 北若松原1丁目-2丁目
- 五代1丁目-3丁目
- さつき1丁目-3丁目
- 下反町町
- 下横田町
- 新富町
- 末広1丁目-2丁目
- 雀の宮1丁目-7丁目
- 雀宮町
- 高砂町
- 東谷町
- 中島町
- 羽牛田町
- 針ケ谷1丁目
- 針ケ谷町
- 富士見町
- 御田長島町
- みどり野町
- 南高砂町
- 南町
- 宮の内1丁目-4丁目
- 茂原1丁目-3丁目
- 茂原町
- 若松原1丁目-3丁目

#### 上河内地区
- 芦沼町
- 今里町
- 上田町
- 金田町
- 上小倉町
- 関白町
- 下小倉町
- 松風台
- 高松町
- 中里町
- 冬室町
- 松田新田町
- 宮山田町
- 免ノ内町

#### 河内地区
- 相野沢町
- 叶谷町
- 上大塚町
- 上田原町
- 逆面町
- 下ケ橋町
- 下岡本町
- 下田原町
- 白沢町
- 宝井町
- 中岡本町
- 長峰町
- 東岡本町
- 古田町
- 立伏町

### 住宅団地
- 奈坪台団地 /中岡本町3713-260
- 岡本台ハイツ/ 下岡本町2079-59
- 釜井台ハイツ/ 下岡本町2508-49
- ニュー富士見ヶ丘 /横山横山一，二丁目、ニュー富士見ヶ丘団地ローズタウン<横山三丁目>など
- 日本住研城西ニュータウン /田野町、勧業開発
- 日本住研宝木本町ニュータウン /宝木本町
- 宇都宮団地 /緑、東武鉄道
- 東武CITY宇都宮 /西川田町、東武鉄道

### 都市政策

#### ネットワーク型コンパクトシティ（NCC）

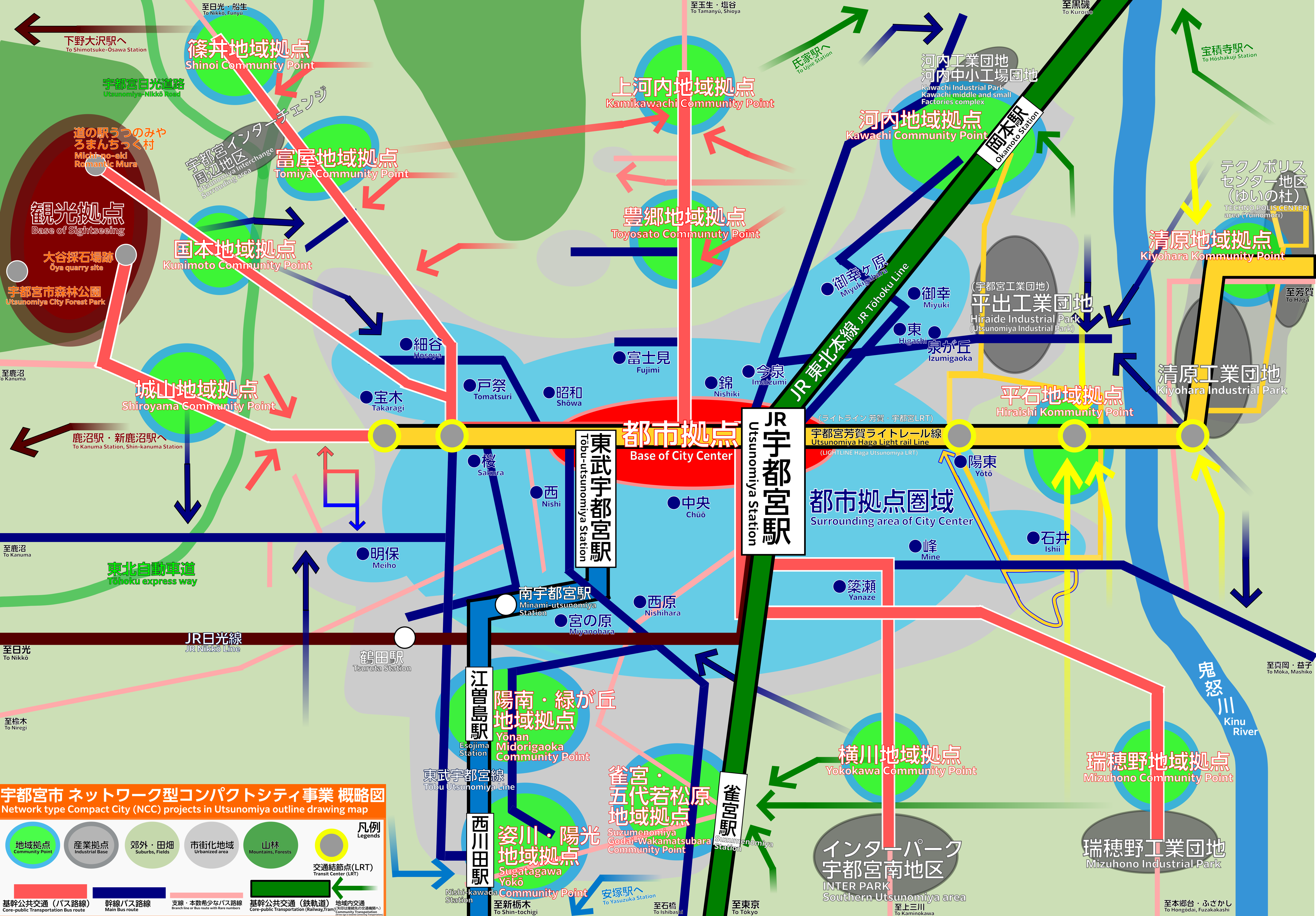
ネットワーク型コンパクトシティを構成する拠点域と公共交通網の概略図

NCCは、宇都宮市が目指す「都市構造」の形である。
現在、市街地を「都市拠点」、市内郊外部に点在する14か所の地域（清原、平石、城山、姿川・陽光、雀宮・五代若松原、陽南・緑が丘、瑞穂野、篠井、国本、横川、河内、上河内）の中心地を拠点化した「地域拠点」、主に工業団地（清原工業団地、宇都宮工業団地、河内工業団地、瑞穂野工業団地、河内中小工業団地、テクノポリスセンター地区〈ゆいの杜〉、インターパーク地区、宇都宮インターチェンジ周辺地区）を中心とする産業拠点、古賀志山のある古賀志町や道の駅うつのみやろまんちっく村、大谷石の採掘場跡がある大谷町など、市外からのレジャーや観光での来訪者が特に多い市北西部地域を「観光拠点」として位置付け、拠点間を「基幹公共交通」として位置付けた鉄道路線網（南北軸としてJR宇都宮線〈東北本線〉、東武宇都宮線、東西軸としてLRT〈宇都宮芳賀ライトレール線〉を新規整備）と、「幹線公共交通」として位置付けたバス路線、基幹公共交通や幹線公共交通を支え、地域全体をカバーする地域内交通や支線バスにより結節、拠点形成と拠点間の連携・補完により持続的な発展を目指したコンパクトシティの形態である、集約・連携型都市「ネットワーク型コンパクトシティ（Network type Compact City、NCC）」の構築を進めている。

#### スーパースマートシティ（SSC）
SSCは、宇都宮市が目指す「社会構造」の形である。
前述したコンパクトシティ化された宇都宮市の都市構造の上に、ICT（情報通信技術）や、IoT（モノのインターネット）といった最先端デジタル技術を活用し、次世代産業の集積・育成や起業を支援するとともに、宇都宮市の観光資源である大谷やプロスポーツなどを最大限活用し、市内で人・物・情報が活発に交流する「地域経済循環社会」、地域で生活する人々の問題を、地域の住民や団体が我が事として捉え支え合い、医療・介護・福祉など多様な機関が分野を超えて連携し問題に取り組む「地域共生社会」、再生可能エネルギーの最大限の活用や市民一人一人の環境に配慮した行動（モーダルシフトなど）の充実による「脱炭素社会」を構築し、誰もが豊かで安心して生活できる、「夢や希望が叶うまち」の実現を目指したスマートシティの形態である「スーパースマートシティ（Super Smart City、SSC）」を、2030年を目標に構築する。政策名の「スーパースマートシティ」は、佐藤栄一市長による造語である。

#### 脱炭素化
先述した「脱炭素社会」を実現するため、2030年までに、市内の全公共交通機関及び宇都宮駅東側のLRT沿線地域において脱炭素化を先行的に行い、それ以外の全ての地域においても2050年までに脱炭素化を図り、二酸化炭素の排出量を実質ゼロとする方針である。
特に、2030年までに行う、市内公共交通機関の脱炭素化は、ノルウェーのオスロ市と並び世界初の取り組みとしている。LRT沿線地域の脱炭素化事業においては、2022年（令和4年）11月1日に環境省より芳賀町や地域新電力会社の宇都宮ライトパワーなどと共同で「脱炭素先行地域」の選定を受け、国からの支援などを受けながら脱炭素化を進めていく予定である。

#### 移住定住促進プロモーション
宇都宮市では、2017年の約52万人をピークに人口減少が始まり、このまま手を打たず少子高齢化が進めば2050年には人口が45万人まで激減すると試算している。佐藤栄一市長は「50万人を維持するのは県庁所在地の責務」とし、2050年においても人口50万人の維持を目指し、移住定住の促進や子育て環境の充実へ向けた政策を取り組んでいる。
その一環で、市及び市役所と地元企業により構成される外郭団体の「宇都宮ブランド推進協議会」は2023年（令和5年）1月より、主に東京都、神奈川県、埼玉県、千葉県の在住者をターゲットに、関東広域圏（日本テレビ放送網、TBSテレビ、フジテレビジョン）でのテレビCMの放映、東日本旅客鉄道（JR東日本）の主要駅構内や山手線、横須賀・総武快速線で使用されるE235系電車車内のデジタルサイネージでの広告放映、インターネット広告など、地方自治体としては異例の規模となる、総額約1億円を投じ、「宇都宮という選択」というテーマで大規模なプロモーションを行なった。テレビCMは1月31日まで、インターネット広告は3月上旬まで行われた。イメージキャラクターは人気子役の加藤柚凪を起用、「ミヤちゃん」として登場する。また、特設Webサイトがオープンした。
なお、宇都宮ブランド推進協議会は2023年（令和5年）4月に「宇都宮ブランディングアライアンス」に改組したが、その後も同様のプロモーション活動を同年9月25日から10月15日まで展開し、また2024年（令和6年）度からはコンセプトを一新し10月4日から10月27日にかけて新たに制作したテレビCMの放映を行い、継続的に事業に取り組んでいる。
これら精力的なプロモーション活動の結果、宇都宮市への移住相談件数、移住者数はともに過去最多を更新しており、2020年度の移住相談件数55件、移住者数26名に対し2022年度は移住相談件数448件、移住人数は266名に、さらに2023年度は移住相談件数556件、移住人数は364名にまで増加し効果が表れているとみられる。

### 再開発
- 宮みらい - 2020年より整備に着手。詳細はライトキューブ宇都宮を参照。
- 宇都宮駅西口地区再開発- 一体的な土地利用などによる駅前広場から田川や宮の橋、大通りへの空間的連続性の確保など、景観悪化が著しい部分の整備が行われる予定。
- 宇都宮馬場通り西地区再開発 - 高層複合マンション「宇都宮シティタワー」が2010年竣工。
- 大手地区再開発 - 2019年に高層マンション「宇都宮PEAKS」が完成。

### 鉄道関連
- 宇都宮駅東側でライトレールが整備された。（詳しくは後述。）

### その他
- 政令指定都市への移行 - 2003年6月10日、当時の宇都宮市長福田富一が市政二期の所信表明で周辺市町との合併を見込んだ政令指定都市への移行を視野に入れると公表した[72]。

### 郵便
郵便番号は以下が該当する。4の集配局が集配を担当する。
- 宇都宮中央郵便局：「320-00xx」「320-08xx」「321-01xx」「321-03xx」「321-21xx」[注釈 7]
- 宇都宮東郵便局：「321-00xx」「321-09xx」
- 道場宿郵便局：「321-32xx」
- 河内郵便局：「329-11xx」「321-04xx」[注釈 8]

#### 郵便局
- 宇都宮中央郵便局（07002）
- 上河内郵便局（07035）
- 宇都宮千手町郵便局（07053）
- 徳次郎郵便局（07056）
- 宇都宮西一郵便局（07060）
- 道場宿郵便局（07063）
- 河内郵便局（07067）
- 宇都宮南郵便局（07071）
- 栃木県庁内郵便局（07098）
- 宇都宮小幡郵便局（07101）
- 宇都宮上河原郵便局（07102）
- 宇都宮中戸祭郵便局（07107）
- 鶴田駅前郵便局（07109）
- 大谷郵便局（07114）
- 宇都宮川向郵便局（07115）
- 宇都宮今泉町郵便局（07119）
- 石井郵便局（07127）
- 篠井郵便局（07128）
- 河内田原郵便局（07129）
- 宇都宮一条郵便局（07154）
- 瑞穂野郵便局（07168）
- 宇都宮八幡山郵便局（07170）[注釈 9]
- 宇都宮桜郵便局（07185）
- 宇都宮関堀郵便局（07190）
- 宇都宮塙田町郵便局（07197）
- 鐺山郵便局（07200）
- 宇都宮六道郵便局（07201）
- 宇都宮大学内郵便局（07208）
- 宇都宮中河原郵便局（07211）
- 宇都宮双葉郵便局（07213）
- 岡本駅前郵便局（07214）
- 絹島郵便局（07215）
- 宇都宮屋板郵便局（07225）
- 宇都宮泉が丘郵便局（07226）
- 宇都宮吉野郵便局（07229）
- 東武宇都宮駅前郵便局（07230）
- 宇都宮宿郷郵便局（07232）
- 宇都宮不動前郵便局（07239）
- 宇都宮末広郵便局（07243）
- 宇都宮西川田郵便局（07247）
- 宇都宮岡台郵便局（07248）
- 宇都宮戸祭郵便局（07250）
- 宇都宮操町郵便局（07251）
- 宇都宮東町郵便局（07253）
- 宇都宮平出郵便局（07254）
- 宇都宮細谷町郵便局（07258）
- 宇都宮大曽郵便局（07260）
- 宇都宮江曽島郵便局（07266）
- 宇都宮野沢郵便局（07270）
- 宇都宮下栗郵便局（07272）
- 宇都宮越戸郵便局（07279）
- 宇都宮駒生郵便局（07280）
- 宇都宮三の沢郵便局（07282）
- 宇都宮岩曾郵便局（07291）
- 宇都宮緑郵便局（07295）
- 雀宮駅前郵便局（07298）
- 宇都宮富士見ヶ丘郵便局（07301）
- 宇都宮東郵便局（07303）
- 宇都宮さつき団地郵便局（07304）
- 宇都宮御幸ヶ原郵便局（07305）
- 宇都宮瑞穂郵便局（07306）
- 宇都宮兵庫塚郵便局（07307）
- 宇都宮清原台郵便局（07308）
- 宇都宮簗瀬郵便局（07317）
- 宇都宮挟又郵便局（07318）
- 宇都宮今泉東郵便局（07324）
- 宇都宮上横田簡易郵便局（07726）
- 宇都宮清原工業団地内簡易郵便局（07748）[注釈 10]

### 電話番号
茂原町の一部を除く市内全域が宇都宮MAで市外局番は「028」。収容局は以下の15ビルが該当し、市内局番は以下の通り。
- 宇都宮局：600、616、621 - 627、643、650
- 宇都宮中河原局：610 - 611、614、632 - 639、649(5xxx-9xxx)、651、908
- 宇都宮平出局：613、660 - 664、683、689
- 砥上局：647 - 649(1xxx)
- 栃木城山局：652
- 篠井局：669
- 瑞穂野局：656 - 657
- 道場宿局：667、670
- 徳次郎局：665 - 666
- 江曽島局：615、645、658 - 659、684
- 雀宮局：653 - 655、688
- 栃木河内局：671、673
- 栃木田原局：672
- 上河内局：674

茂原町の一部は小山MAで市外局番は「0285」。収容局は石橋局、市内局番は51 - 53。

## 教育

### 大学
| 設置者             | 名称                                  | 所在地                       | 備考 |
| 大学・大学院       | 大学・大学院                          | 大学・大学院                 | 大学・大学院 |
| ------------------ | ------------------------------------- | ---------------------------- | --- |
| 国立大学法人       | 宇都宮大学 峰キャンパス               | 宇都宮市峰町350番地          | 教育学部 農学部 国際学部 教育研究科（修・専） 農学研究科（修・博） 国際学研究科（修・博）                                                               |
| 国立大学法人       | 宇都宮大学 陽東キャンパス             | 宇都宮市陽東七丁目1番2号     | 工学部 地域デザイン科学部 工学研究科（修・博） |
| 学校法人船田教育会 | 作新学院大学                          | 宇都宮市竹下町908番4号       | 経営学部 人間文化学部 経営学研究科（修・博） 心理学研究科（修）                                                                                         |
| 学校法人宇都宮学園 | 文星芸術大学                          | 宇都宮市上戸祭四丁目8番15号  | 美術学部 芸術研究科（修・博） |
| 学校法人須賀学園   | 宇都宮共和大学 宇都宮シティキャンパス | 宇都宮市大通り一丁目3番18号  | シティライフ学部 |
| 学校法人須賀学園   | 宇都宮共和大学 長坂キャンパス         | 宇都宮市下荒針町長坂3829番地 | 子ども生活学部 |
| 学校法人帝京大学   | 帝京大学 宇都宮キャンパス             | 宇都宮市豊郷台1番1号         | 理工学部 経済学部地域経済学科 医療技術学部柔道整復学科 理工学研究科（修・博） 経済学研究科地域経済政策学専攻（修） 医療技術学研究科柔道整復学専攻（修） |

修：博士前期（修士）課程
博：博士後期（博士）課程

### 短期大学・専修学校
| 設置者             | 名称                       | 所在地                       | 備考                                   |
| 短期大学           | 短期大学                   | 短期大学                     | 短期大学                               |
| ------------------ | -------------------------- | ---------------------------- | -------------------------------------- |
| 学校法人船田教育会 | 作新学院大学女子短期大学部 | 宇都宮市竹下町908番4号       | 幼児教育科                             |
| 学校法人須賀学園   | 宇都宮短期大学             | 宇都宮市下荒針町長坂3829番地 | 音楽科 人間福祉学科                    |
| 専修学校           |                            |                              |                                        |
| 栃木県             | 栃木県立衛生福祉大学校     | 宇都宮市陽南四丁目2番1号     | 保健看護学部 歯科技術学部 臨床検査学部 |
| 栃木県             | 栃木県農業大学校           | 宇都宮市上籠谷町1145番1号    | 農学部本科 農学部研究科                |

- 私立専修学校については、栃木県公式ホームページ内の「私立学校一覧」を参照。

### 高等学校
栃木県立
- 宇都宮高等学校（全日制、通信制）
- 宇都宮白楊高等学校
- 宇都宮工業高等学校（全日制、定時制）
- 宇都宮商業高等学校（全日制、定時制）
- 宇都宮東高等学校
- 宇都宮女子高等学校
- 宇都宮中央高等学校
- 宇都宮南高等学校
- 宇都宮北高等学校
- 宇都宮清陵高等学校

私立高校
- 作新学院高等学校
- 文星芸術大学附属高等学校
- 宇都宮文星女子高等学校
- 宇都宮短期大学附属高等学校
- 星の杜高等学校
  - 広域通信制高校である日々輝学園高等学校・鹿島学園高等学校がそれぞれ宇都宮市内に自校サテライト施設[注釈 11] を設置している[注釈 12]。

### 中学校
公立中学校（25校）※「宇都宮市立」を省略
- 一条中学校
- 陽北中学校
- 旭中学校
- 陽南中学校
- 陽西中学校
- 星が丘中学校
- 陽東中学校
- 河内中学校
- 上河内中学校
- 泉が丘中学校
- 宮の原中学校
- 清原中学校
- 横川中学校
- 瑞穂野中学校
- 豊郷中学校
- 国本中学校
- 古里中学校
- 城山中学校
- 晃陽中学校
- 姿川中学校
- 雀宮中学校
- 鬼怒中学校
- 宝木中学校
- 若松原中学校
- 田原中学校

国立中学校
- 宇都宮大学共同教育学部附属中学校

県立中学校
- 栃木県立宇都宮東高等学校附属中学校

私立中学校
- 作新学院中等部
- 宇都宮短期大学附属中学校
- 星の杜中学校
- 文星芸術大学附属中学校

### 小学校
公立小学校（69校）※「宇都宮市立」を省略
- 中央小学校
- 東小学校
- 西小学校
- 簗瀬小学校
- 西原小学校
- 戸祭小学校
- 今泉小学校
- 昭和小学校
- 陽南小学校
- 桜小学校
- 錦小学校
- 細谷小学校
- 峰小学校
- 富士見小学校
- 泉が丘小学校
- 石井小学校
- 緑が丘小学校
- 宮の原小学校
- 御幸小学校
- 明保小学校
- 岡本西小学校
- 田原西小学校
- 上河内東小学校
- 宝木小学校
- 城東小学校
- 平石中央小学校
- 平石北小学校
- 清原中央小学校
- 清原南小学校
- 清原北小学校
- 清原東小学校
- 横川中央小学校
- 横川東小学校
- 横川西小学校
- 瑞穂野北小学校
- 瑞穂野南小学校
- 豊郷中央小学校
- 豊郷南小学校
- 豊郷北小学校
- 国本中央小学校
- 国本西小学校
- 城山中央小学校
- 城山西小学校
- 岡本北小学校
- 白沢小学校
- 上河内西小学校
- 城山東小学校
- 富屋小学校
- 篠井小学校
- 姿川中央小学校
- 姿川第一小学校
- 姿川第二小学校
- 雀宮中央小学校
- 雀宮東小学校
- 雀宮南小学校
- 陽東小学校
- 御幸が原小学校
- 五代小学校
- 陽光小学校
- 瑞穂台小学校
- 晃宝小学校
- 新田小学校
- 海道小学校
- 西が岡小学校
- 上戸祭小学校
- 岡本小学校
- 田原小学校
- 上河内中央小学校
- ゆいの杜小学校

国立小学校
- 宇都宮大学共同教育学部附属小学校

私立小学校
- 作新学院小学部

### 特別支援学校
- 宇都宮大学共同教育学部附属特別支援学校
- 栃木県立盲学校
- 栃木県立聾学校
- 栃木県立富屋特別支援学校
- 栃木県立特別支援学校宇都宮青葉高等学園
- 栃木県立のざわ特別支援学校
- 栃木県立わかくさ特別支援学校
- 栃木県立岡本特別支援学校

### 学校教育以外の施設
| 設置者                                         | 名称                                           | 所在地                                         | 備考                                                             |
| 職業能力開発促進法に基づく公共職業能力開発施設 | 職業能力開発促進法に基づく公共職業能力開発施設 | 職業能力開発促進法に基づく公共職業能力開発施設 | 職業能力開発促進法に基づく公共職業能力開発施設                   |
| ---------------------------------------------- | ---------------------------------------------- | ---------------------------------------------- | ---------------------------------------------------------------- |
| 栃木県                                         | 栃木県立県央産業技術専門校                     | 宇都宮市平出工業団地48番4号                    | 機械技術科 制御システム科 自動車工学科 建築設計科 設備システム科 |
| 職業能力開発促進法に基づく認定職業能力開発施設 |                                                |                                                |                                                                  |
| 運営会                                         | 宇都宮共同高等産業技術学校                     | 宇都宮市中戸祭町848                            | 木造建築科 畳科 建築設計科 広告美術科 フラワー装飾科             |
| 運営会                                         | 栃木県造園高等技術学校                         | （2012年閉校）                                 | 普通職業訓練：短期課程                                           |

## 文化

### 会館・ホール

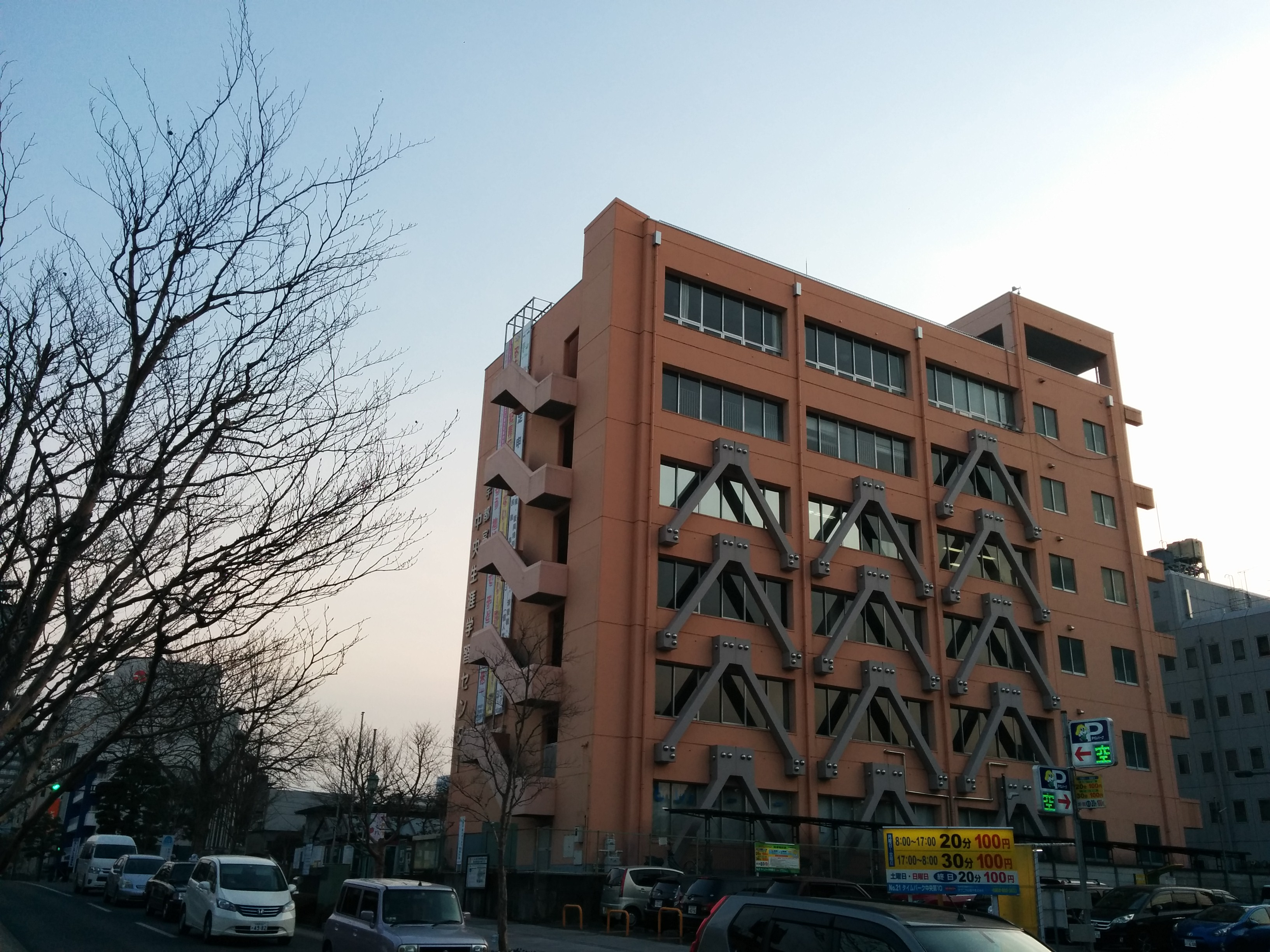
宇都宮市中央生涯学習センター

- 栃木県総合文化センター
- 栃木県教育会館
- 栃木県立宇都宮産業展示館（マロニエプラザ）
- 栃木県青年会館・コンセーレ
- 宇都宮市文化会館
- 宇都宮市中央生涯学習センター[75]
- ライトキューブ宇都宮

### スポーツ施設
- 栃木県グリーンスタジアム
- 栃木県総合運動公園
  - 栃木県体育館分館
  - ユウケイ武道館
- カンセキスタジアムとちぎ
- 日環アリーナ栃木
- 宇都宮市体育館
  - 宇都宮市清原体育館
  - 宇都宮市明保野体育館
  - 宇都宮市雀宮体育館
- 河内体育館
- 上河内体育館
- 宇都宮清原球場
- 宇都宮市サッカー場
- 宇都宮市弓道場
- 宇都宮市陽南プール
- 宇都宮市駅東公園プール
- ドリームプールかわち
- 宇都宮市スケートセンター
- 栃木県総合運動公園
- とちぎ健康の森
- 河内総合運動公園
- 宮原運動公園
- 駒生運動公園
- 屋板運動場
- 上河内運動場
- 宮山田運動場
- 芦沼運動場
- 下田原運動場
- 古田運動場
- 中岡本運動場
- 柳田緑地
- 石井緑地
- 道場宿緑地

閉鎖施設
- 栃木県体育館
  - 栃木県体育館武道館
  - 栃木県体育館弓道場
  - 栃木県体育館プール館
- 鬼怒ふれあいビーチ
- 宇都宮市水上公園プール - プールは廃止

#### 公営競技関係
- 宇都宮競輪場
- 宇都宮育成牧場
- 競走馬理化学研究所
- 馬事公苑宇都宮事業所
- 宇都宮競馬場 - 2006年に閉場
- 競走馬総合研究所 - 2016年に下野市へ移転

### 図書館
- 栃木県立図書館
- 宇都宮市立図書館
  - 宇都宮市立中央図書館
  - 宇都宮市立東図書館
  - 宇都宮市立南図書館
  - 宇都宮市立河内図書館
  - 宇都宮市立上河内図書館

### 博物館・美術館など
- 栃木県立博物館
- 栃木県立美術館
- 栃木県子ども総合科学館
- 宇都宮美術館
- 大谷資料館
- 上野記念館
- 清明館
- うつのみや遺跡の広場資料館
- うつのみや妖精ミュージアム
- 石井河岸菊池記念歴史館
- 性神の館 - 閉鎖

### 公園
- 八幡山公園
- 宇都宮タワー
- 宇都宮城址公園
- 飛山城史跡公園
- 宇都宮市農林公園（道の駅うつのみや ろまんちっく村）
- 栃木県中央公園
- 宇都宮駅東公園
- 宇都宮市森林公園
- みずほの自然の森公園
- うつのみや平成記念子どものもり公園・冒険活動センター
- 鬼怒川緑地運動公園
- 八幡山交通公園
- 水上公園
- 桜美公園
- 長岡公園

### 福祉
- 東日本盲導犬協会
- 宇都宮市サン・アビリティーズ
- とちぎ福祉プラザ[76]

### スポーツチーム
- 栃木SC
- 宇都宮ブリッツェン
- 宇都宮ブレックス - 宇都宮市体育館をホームアリーナとする
- 栃木ゴールデンブレーブス - 球団事務所所在地

### 音楽団体
- 宇都宮少年少女合唱団 - 70年の歴史を持つ児童合唱団

## メディア

### 新聞
地方紙としては『下野新聞』があり、かつては『栃木新聞』も存在した。
全国紙の販売エリアであり、朝日新聞社、読売新聞社、毎日新聞社、産業経済新聞社、日本経済新聞社、東京新聞、日刊工業新聞社の総局・支局が市内にある。また通信社も、共同通信社、時事通信社が支局を設けている。

### 放送
- NHK宇都宮放送局 (総合テレビとFMで栃木県域放送を実施。)
- 栃木放送 (AM・FMラジオ放送)
- エフエム栃木（RADIO BERRY）
- とちぎテレビ
- 宇都宮ケーブルテレビ
- 宇都宮コミュニティメディア (ミヤラジ・コミュニティ放送)

テレビは関東広域圏になり、日本テレビ、TBS、フジテレビ、テレビ朝日の支局（取材拠点）がある。市内の送信所は、とちテレ、NHK、在京広域5局を送信する宇都宮タワーなどがある。

## 交通
宇都宮市内を通る鉄道路線・軌道路線として、東日本旅客鉄道（JR東日本）の東北新幹線、東北本線（宇都宮線）、日光線と、東武宇都宮線および宇都宮ライトレール宇都宮芳賀ライトレール線がある。このうち東北新幹線以外の各線は市域内に複数の駅を有し、市内交通網の一翼を担う。また、市西部と市東部を広域幹線道路の東北自動車道、国道4号が南北に縦貫し、その間の市央部には国道119号、国道121号、国道123号を中心とする道路網が整備されている。
他の関東地方各主要都市と同様、近隣地に空港はなく、広域輸送はこれら鉄道網と道路網に依存している。
市内公共交通機関は路線バスを中心に成り立っているが、近年では市が推進する「自転車のまち」構想に基づき、末端部バスターミナルへの自転車駐輪場設置や、市中心部の道路路側帯への自転車通行専用レーン設置など、公共交通機関と自転車の併用を促進する方策が実装されつつある。また、ライトレール（後述）の整備により主に市内東部の公共交通網が再編された。

### 航空
概況
市内に空港は無く、東京国際空港（羽田空港）、成田国際空港（成田空港）、茨城空港、福島空港が近隣の空港となる。
これらのうち羽田空港には関東自動車、東京空港交通のリムジンバスが、また成田空港には関東自動車と千葉交通のリムジンバスが、それぞれ直接乗り入れている。
福島空港に直接乗り入れる宇都宮市内発着の公共交通機関は無く、JR東北新幹線・東北本線の郡山駅から福島交通のリムジンバス利用となる。また、事前に予約すれば乗合タクシーを市内の指定された箇所（JR宇都宮駅、東武宇都宮駅、栃木県庁舎前）から定額運賃で利用することができる。
茨城空港へは水戸駅または石岡駅などから連絡バス利用となる。

### 鉄道

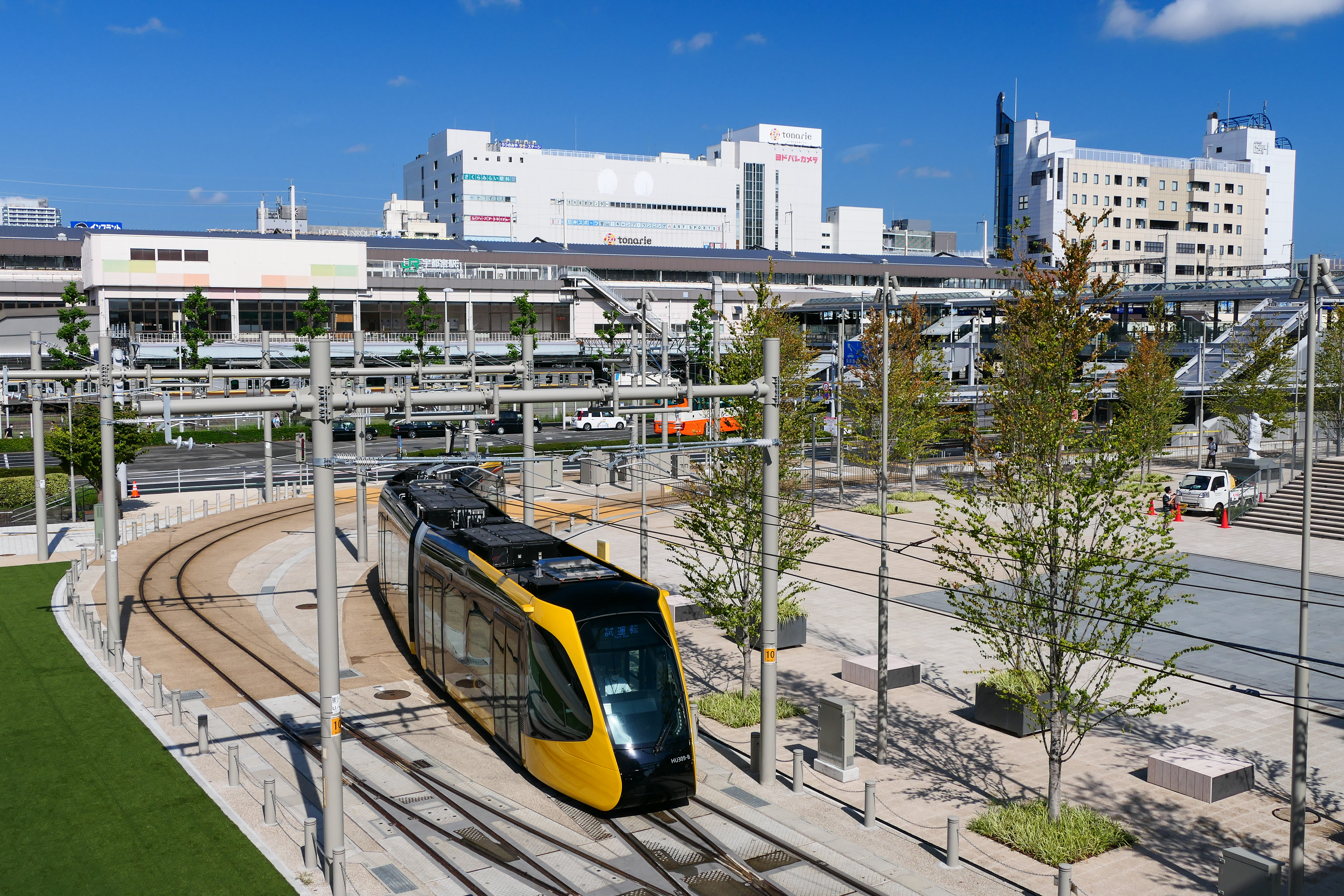
JR宇都宮駅と宇都宮芳賀ライトレール線

市中心部に「宇都宮」を冠する都心型ターミナル駅は2駅ある。一つは明治期に東北本線の開業とともに日本鉄道によって開設され、その後は鉄道省、日本国有鉄道そしてJR東日本へと運営者が遷移してきた宇都宮駅で、もう一つは東武宇都宮駅で、こちらは宇都宮駅開設から遅れること約45年後の昭和初期に、東武宇都宮線の開業とともに宇都宮中心市街地の西端に開設された。
なお、JR宇都宮駅の利用者数は北関東最多、東京圏以北有数であり、南関東一都三県を除くJR東日本管内の駅としては仙台駅、新潟駅に次いで、またJR北海道域を含めても札幌駅を加え4番目に多い利用者を数える。一方、東武宇都宮駅はJR宇都宮駅と比較すれば大差で劣るが、北関東3県の県庁級都市 に所在する私鉄ターミナル駅としては最多の利用者を数える。
また、東京以北の県庁所在地において、大手私鉄の路線が存在するのは宇都宮市の他にさいたま市のみであり、県庁所在地の中心部まで大手私鉄の路線が直接乗り入れるのは当市が唯一である。
市内を通るJR各線は全線が東京近郊区間に指定されているほか、東武宇都宮線も東京資本の大手私鉄路線であるため、市内の鉄道駅全駅においてSuica・PASMOといった非接触型IC乗車券が使用可能である。
東日本旅客鉄道（JR東日本）
 東北新幹線・山形新幹線
- - 宇都宮駅 -

 宇都宮線（東北本線）・■上野東京ライン・ 湘南新宿ライン
- - 雀宮駅 - 宇都宮駅 - 岡本駅 -

■日光線
- 宇都宮駅 - 鶴田駅 -

東武鉄道
 東武宇都宮線
- - 西川田駅 - 江曽島駅 - 南宇都宮駅 - 東武宇都宮駅

かつて、市内伝馬町から現在の大通り-大谷街道経由で大谷までの道路区間には、軽便路面鉄道が敷設され、主目的である大谷石の運搬のほか、一部旅客運輸も行っていた。ほかにも材木町から新川-新里街道経由で新里、徳次郎まで結ぶ路線や、市内南部に向かう路線も敷設されたが、運行の合理化策から1964年（昭和39年）までに全廃された。本路線の詳細は東武大谷線の項目に記載する。
宇都宮ライトレール

宇都宮芳賀ライトレール線 路線図

日本初の既存路線の延伸・改良を伴わない全線新線による、次世代型路面電車システム（LRT）を活用したライトレール路線「宇都宮芳賀ライトレール線」（愛称:「ライトライン」）の計画が進められ、そのうち宇都宮駅東側については「優先整備区間」として2023年（令和5年）8月26日に開業した。なお、宇都宮駅から西側の区間についても2030年代半ばの開業を目指し検討が行われている。
宇都宮芳賀ライトレール線（ライトライン）
- 宇都宮駅東口停留場 - 東宿郷停留場 - 駅東公園前停留場 - 峰停留場 - 陽東3丁目停留場 - 宇都宮大学陽東キャンパス停留場 - 平石停留場 - 平石中央小学校前停留場 - 飛山城跡停留場 - 清陵高校前停留場 - 清原地区市民センター前停留場 - グリーンスタジアム前停留場 - ゆいの杜西停留場 - ゆいの杜中央停留場 - ゆいの杜東停留場

#### 未成線
- 東京日光電鉄：巣鴨駅から途中岩槻駅、栗橋駅、栃木駅、宇都宮駅を経由して日光まで計画した鉄道[81]。

### バス

#### 一般路線
関東自動車
市内に簗瀬営業所・駒生営業所・宇都宮営業所・東野平出営業所が設置されている。
市外からは鹿沼営業所（鹿沼市）・石橋車庫（下野市）・真岡車庫（真岡市）の路線が乗入れてくる。
- 2018年9月30日までは東野交通も運行していたが、翌10月1日に関東自動車へ合併された。

ジェイアールバス関東
宇都宮支店では、宇都宮ライトレール宇都宮芳賀ライトレール線（芳賀・宇都宮LRT）の開業により、宇都宮と芳賀地域を結ぶという使命を同路線へと譲り、JR宇都宮駅・作新高校方面へ乗り入れる系統が朝夕の僅かな本数の運行となり、新たに市が運行する各地域の循環バス路線を含め、LRTのフィーダー路線に転換された。
廃止代替バス
上河内代替バスの運行を関東自動車が受託している。
地域内交通
地域住民で運営し、市が支援を行う公共交通。

##### バスの上限運賃制度
交通系ICカードを使って日中に一般路線バスを利用すると、宇都宮市内であれば片道運賃の上限が400円となる制度である、上限運賃制度を設定している。なお、小学生や身体・知的障がい者の運賃の上限は200円である。運賃上限制度はどの全国相互利用が可能な交通系ICカードで利用しても対象であるが、totra利用者においては後述の乗り継ぎ割引制度との併用が可能である。

下記の3つを満たすと、上限運賃制度が適用される。
1. 時間帯：毎日（土日祝休日含む）、午前9時～午後4時に適用になる。なお、降車の時間で判別する。（時刻表の到着時間が時間帯の範囲内であれば、遅延しても適用される。）
2. 区間：市内での乗り降り（宇都宮市域を超えた場合は、通常運賃となる。）
3. 対象：交通系ICカード（totraやSuica、PASMOなど全国相互利用対応カードであれば全て対象）利用者

##### 乗継割引制度
LRT（ライトライン）と路線バスもしくは宇都宮市地域内交通を乗り継いだ場合、または路線バス同士を乗り継いだ場合、2乗車目の運賃を割り引く乗継割引制度をtotra利用者限定で実施している（Suica、PASMOなど他のカードは対象外）。
totraを使ってLRTと路線バス（関東自動車・ジェイアールバス関東）を乗り継ぐと、2乗車目の公共交通の運賃から大人100円・小児50円が割引される。LRTまたは路線バス⇔宇都宮市地域内交通と乗り継いだ場合、もしくは路線バス同士を乗り継いだ場合は大人200円・小児100円が割引される。なお、2乗車目の運賃が200円未満の場合は無料となる。

#### 高速バス
マロニエ号（成田空港・羽田空港）
関東自動車・千葉交通・東京空港交通が運行
とちの木号（京都・大阪）
関東自動車・近鉄バスが運行
福島・宇都宮 - 名古屋線（愛知県名古屋市）
福島交通・名鉄バスが運行。関東自動車は栃木県地区の乗車券発券業務を取り扱い。

### 道路

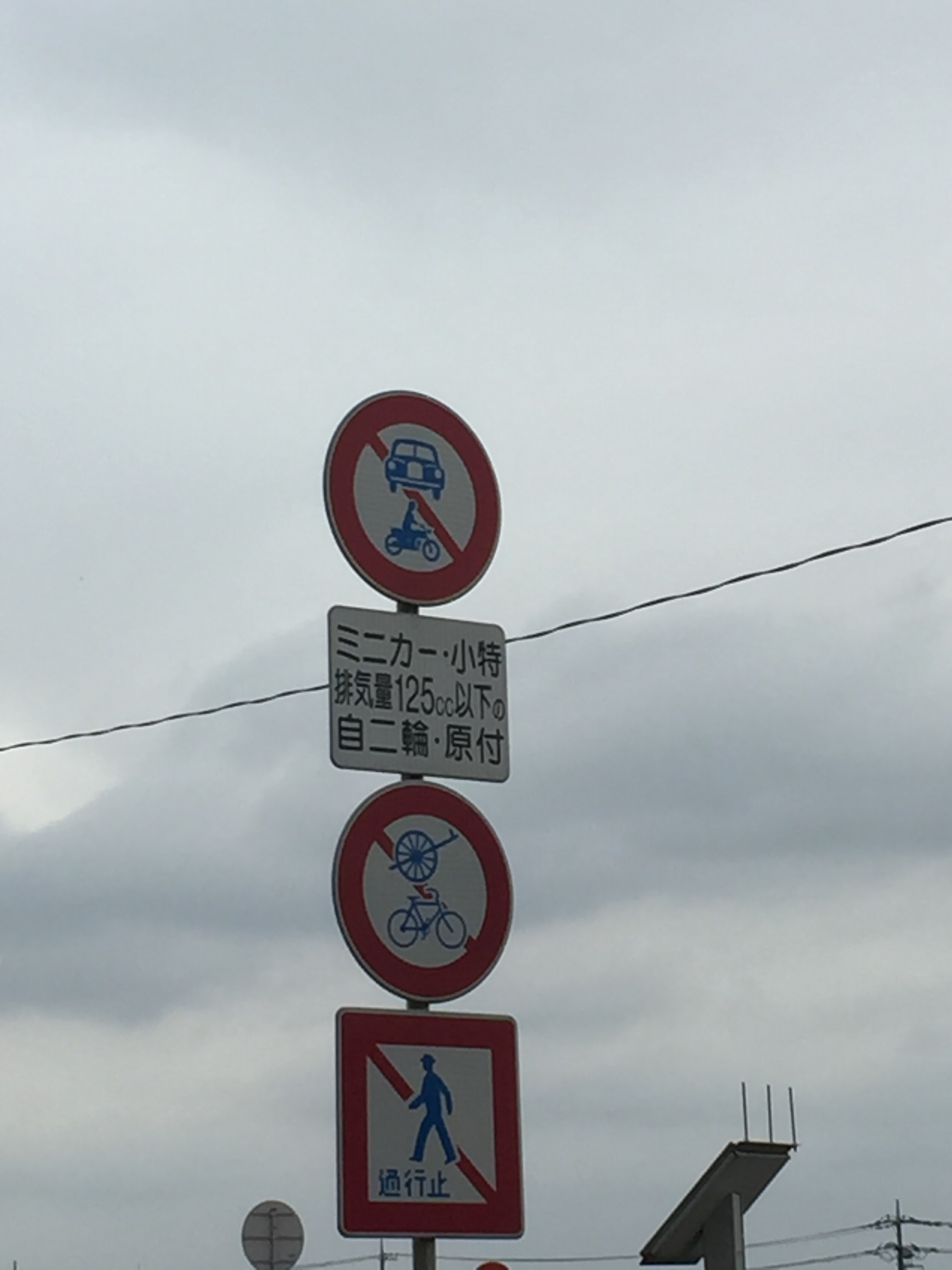
清原工業団地交差点付近の真岡宇都宮バイパス（鬼怒テクノ通り）入口
一般国道ではあるが、歩行者、自転車、小型自動二輪車、原動機付自転車などは通行が禁止されており、事実上の高速道路である。

宇都宮市西部と東部には広域幹線道路の東北自動車道、国道4号・新4号国道が南北に縦貫し、その間に位置する宇都宮市街地および周縁部には国道119号、国道121号、国道123号を中心とする道路網が整備されている。
市内を通るバイパス道路のほとんどが市内を通過する物流車両や日光・那須へ向かう観光目的の車両による市街地での無用な渋滞を解消する目的で整備され、特に宇都宮環状道路や宇都宮北道路はその性格が強い。そういった目的で整備された道路の沿線は鉄道駅や団地の付近（鶴田駅付近や宝木団地付近など）に小規模の商業施設が立地する以外は未開発であることが多く、特に宇都宮環状道路の東側には田園や森林が広がっている。

栃木県道路元標がある池上町交差点から近隣の主な都市の中心地までの概算距離、および、主な連絡ルートは以下の通りである。
- 東京特別区 - 105 km
  - 栃木県道46号 - 新4号国道 - 国道4号
- さいたま市浦和区 - 95 km
  - 栃木県道46号 - 新4号国道 - 国道463号
- 水戸市 - 76 km
  - 国道123号 - 栃木県道・茨城県道1号宇都宮笠間線 - 国道50号
- 日立市 - 93 km
  - 栃木県道69号 - 国道123号 - 茨城県道21号 - 国道293号
- 日光市 - 36 km
  - 国道119号
- 郡山市 - 120 km
  - 国道4号
- 会津若松市 - 140 km
  - 国道119号 - 国道121号
- 高崎市 - 112 km
  - 栃木県道6号宇都宮楡木線 - 国道293号 - 国道50号

高速道路
- E4 東北自動車道：宇都宮IC
- E81 日光宇都宮道路（日光道）：宇都宮IC - 徳次郎IC - 篠井IC
- E50 北関東自動車道：宇都宮上三川IC
- 宇都宮市街地は東北道鹿沼IC（鹿沼市）、市域南西部の西川田地区などは北関東道壬生IC（壬生町）が最寄りとなる。
  - 今後設置予定：大谷SIC・下野SIC

一般国道
- 国道4号（陸羽街道、東京街道）
  - 宇都宮バイパス、新4号国道
- 国道119号（日光街道、東京街道、大通り、桜通り）
  - 宇都宮環状北道路、宇都宮北道路
- 国道121号
- 国道123号（石井街道、水戸街道）
- 国道293号
- 国道408号
  - 鬼怒テクノ通り

主要地方道、一般県道など
- 宇都宮環状道路（通称・宮環）
  - 新4号国道、国道119号宇都宮環状北道路、国道121号、栃木県道3号宇都宮亀和田栃木線
- 栃木県道・茨城県道1号宇都宮笠間線（川向銀座通り、水戸街道、石井街道）
- 栃木県道2号宇都宮栃木線（栃木街道、桜通り）
- 栃木県道4号宇都宮鹿沼線（鹿沼街道）
- 栃木県道6号宇都宮楡木線（鹿沼インター通り）
- 栃木県道10号宇都宮那須烏山線（大通り、白沢街道、陸羽街道）
- 栃木県道22号大沢宇都宮線（新里街道、仁良塚街道）
- 栃木県道35号宇都宮結城線（今小路通り、上三川街道）
- 栃木県道46号宇都宮真岡線（平成通り、真岡街道）
- 栃木県道63号藤原宇都宮線（東通り、宇商通り、田原街道）
- 栃木県道64号宇都宮向田線（鬼怒通り、なお、柳田街道は現在旧道の呼称とされている）
- 栃木県道69号宇都宮茂木線
- 栃木県道70号宇都宮今市線（大谷街道）
- 栃木県道77号宇都宮船生高徳線（船生街道）
- 栃木県道125号氏家宇都宮線（旧奥州街道、白沢街道）

## 観光

### 名所旧跡
宇都宮市は2003年（平成15年）にうつのみや百景を選定した。
- 宇都宮二荒山神社（馬場通り一丁目）
- 宇都宮城址公園（本丸町）
  - 清明館
  - 清明台櫓 - 宇都宮城本丸隅櫓（復元）
  - 富士見櫓 - 同上
- 飛山城史跡公園（竹下町、国史跡）
- 同慶寺（竹下町）
- 旧篠原家住宅（今泉一丁目）
- 今泉八坂神社（今泉四丁目）
- 善願寺大豆三粒の金仏（大通り一丁目）
- 宝蔵寺およりの鐘（大通り四丁目）
- 清巌寺鉄塔婆（大通り五丁目）
- 樋爪氏の墓（大通り五丁目）
- 昭和館 (栃木県庁舎)（塙田一丁目）
- 蒲生神社（塙田五丁目）
- 御蔵山古墳（塙田五丁目）
- 祥雲寺しだれ桜（東戸祭一丁目）
- 和尚塚（戸祭二丁目）
- 戸祭大塚古墳（上戸祭町）
- おしどり塚（一番町）
- 大いちょう（中央一丁目）
- カトリック松が峰教会（松が峰一丁目）
- 延命院地蔵菩薩（泉町）
- 桂林寺釈迦三尊図（清住一丁目）
- 一向寺汗かき阿弥陀（西原二丁目）
- 戸田家墓所 - 英厳寺跡（花房本町）
- 亀井戸（御前井戸） - 中村神社（松原一丁目）静御前が喉を潤したと伝わる。六角形の井戸。
- 宇都宮聖ヨハネ教会（桜二丁目）
- 日光街道の桜並木（上戸祭町）
- 亀井の水（下河原町）
- 野口雨情旧居（鶴田町）
- 大谷寺磨崖仏（大谷観音）（大谷町）- 大谷石の壁に掘られた国内最古の磨崖仏
- 平和観音（大谷町）
- 大谷資料館（大谷町）- 大谷石地下採掘跡
- 天狗の投石（大谷町）- 崖の上の奇岩。天狗が投げたと言われている。
- 大谷の奇岩群（大谷町・田下町）
- 多気山不動尊（田野町）
- 岩本観音（新里町丁）
- 長岡百穴古墳（長岡町）
- 瓦塚古墳群（長岡町）
- うつのみや遺跡の広場・根古谷台遺跡（上欠町）
- 犬飼城（上欠町）
- 稲荷古墳群（上欠町）
- 下栗大塚古墳（下栗町）
- 岡本家住宅（下岡本町）

### レジャー
- 宇都宮競輪場（東戸祭）
- 宇都宮動物園（上金井町）
- とちのきファミリーランド（西川田四丁目）
- 鶴田沼（鶴田町）
- 日光サーキット（高松町）
- しのいカウンティ東武（篠井町、廃止済み）跡地の一部をヒーローしのいサーキットが使用
- 日晃スポーツランドNS293（芦沼町）
- 宇都宮市サイクリングターミナル（福岡町）

### 温泉
- ろまんちっく温泉館（新里町）
- 宇都宮温泉不老長寿の湯（ザ・グランドスパ南大門）（今泉三丁目）
- 梵天の湯（今里町）
- ただおみ温泉（新里町）
- 宇都宮天然温泉ベルさくらの湯（陽東）

### 祭事
- 初市（1月開催）
- うつのみや大道芸フェスティバル（3月中旬の土・日開催）
- さくらまつり（4月上旬開催）
- フェスタmy宇都宮（5月の第三日曜日開催）
- 宇都宮カクテルカーニバル（5月中旬開催）
- 3×3バスケット世界大会(5月開催）
- よー元気まつり（5月下旬開催）
- うつのみや花火大会（8月の第二土曜開催）
- オリオン七夕まつり（8月初旬開催）
- ふるさと宮まつり（8月第一土・日曜開催）
- フェスタin大谷（9月または10月）
- 黄ぶなの日 (9月27日※一般社団法人日本記念日協会登録)(きぶな#新型コロナウイルスときぶなを参照)
- 宮っこフェスタ（10月上旬開催）
- ジャパンカップサイクルロードレース（10月下旬の土・日曜開催）
- 宇都宮餃子まつり（11月上旬開催）
- 宮の市（10月下旬 - 11月上旬開催）
- 宇都宮二荒山神社祭事（宇都宮二荒山神社#祭事を参照）

### グルメ・その他
- 餃子（宇都宮餃子） - 宇都宮市は「餃子の街」としても知られている[90]。戦中、宇都宮の部隊（第14師団）が中国大陸に展開しており、戦後、復員兵によって多くの餃子屋が市内にできたのが始まりという。その後、テレビ東京の番組『おまかせ!山田商会』の企画により、宇都宮のシンボルであ『餃子像』がJR宇都宮駅東口に設置されたが、2008年10月、像の移動中の不手際により破損。11月に修復され、西口ペデストリアンデッキ階下に設置。さらに台座を削るなど軽量化を施し2014年10月にペデストリアンデッキ上に設置。
  - 餃子通り
- カクテル
- 大谷石
- きぶな -黄ぶなは江戸時代天然痘が流行していた時に、田川で釣りをしていた人が大きな鮒を釣り上げてそれを病気をしている人に食べさせたところ病が治ったという伝説が残っている。現在は張り子や土鈴、など多種多様な商品がある。2021年には商店や商店街やホテルなどから有志で「黄ぶな推進協議会」を立ち上げた。黄ぶなや宇都宮市の歴史や文化などを周知する商業イベント事業を開催。2023年には一般社団法人記念日協会より9月27日を黄ぶなの日として認定を受けている。
- ジャズ -市内には多数のジャズバーがある。
- レモン牛乳
- 宇都宮焼きそば
- サガンボとモロ（サメ料理）[91]
- 鮎のなれ寿司（上河内地区）
- 宇都宮屋台横丁（二荒町）
- かぶと揚げ
- 日本酒
- 味噌
- 酢

## 宇都宮にゆかりのある著名人

### 歴史人物
- 下野宇都宮氏
  - 藤原宗円（宇都宮氏の祖）
  - 宇都宮朝綱（宇都宮氏第3代当主）
  - 宇都宮頼綱（宇都宮氏第5代当主）
  - 宇都宮泰綱（宇都宮氏第6代当主）
  - 宇都宮景綱（宇都宮氏第7代当主）
  - 宇都宮貞綱（宇都宮氏第8代当主）
  - 宇都宮公綱（宇都宮氏第9代当主）
  - 宇都宮氏綱（宇都宮氏第10代当主）
  - 宇都宮持綱（宇都宮氏第13代当主）
  - 宇都宮成綱（宇都宮氏第17代当主）
  - 宇都宮忠綱（宇都宮氏第18代当主）
  - 宇都宮広綱（宇都宮氏第21代当主）
  - 宇都宮国綱（宇都宮氏第22代当主）

### 政治
- 池田勇人（元内閣総理大臣、大蔵官僚）1929年に宇都宮税務署長として赴任。上野百貨店を愛用したという。
- 五代上野松次郎（衆議院議員）
- 六代上野松次郎（貴族院議員）
- 上野通子（文部科学副大臣）
- 枝野幸男（元立憲民主党代表、旧立憲民主党代表、衆議院議員（埼玉5区）、元行政刷新担当大臣、元内閣官房長官兼沖縄･北方対策担当大臣、元経済産業大臣、元民進党幹事長）
- 毛塚幹人（元財務官僚、前つくば市副市長）
- 小磯國昭（元内閣総理大臣、陸軍大将）
- 佐藤明男（自民党衆議院議員）
- 竹上裕子（日本保守党衆議院議員）
- 田城郁（元民進党参議院議員、参議院比例区）
- 富谷鉎太郎（大審院長、貴族院議員、明治大学学長）
- 船田元（自民党衆議院議員、元経済企画庁長官）
- 藤枝泉介（元防衛庁長官、元運輸大臣、元自治大臣）
- 船田享二（ローマ法学者、元行政管理庁長官、元賠償庁長官）
- 船田中（元衆議院議長、元防衛庁長官）
- 船田譲（栃木県知事1974年 - 1984年）
- 簗瀬進（元参議院議員、民進党）
- 渡辺文雄（元栃木県知事）

### 経済
- 相羽有（日本飛行学校、東京航空輸送社創業者）- 日本で初めてエアガールを導入した。
- 飯塚真規（TKC社長）
- 梶並伸博（ベクター創業者・社長）
- 小島勝平（家電量販店コジマ創業者）
- 小島章利（コジマ2代目社長）
- 浜本階生（スマートニュース共同創業者・社長）

### 学芸
教育・学術
- 荒川和久（独身研究家）
- 石沢芳次郎（経済学者、元拓殖大学学長、防衛大学校名誉教授）
- 井村君江（英文学者、ケルト・ファンタジー文学研究家、明星大学名誉教授）
- 齋藤進六（工学者、元東京工業大学学長、元日本セラミックス協会会長）
- 鈴木彪平 - 盲導犬の普及活動。
- 千葉雅也（哲学者、作家、立命館大学 教授）
- 中村敏子（政治学者、北海学園大学名誉教授）
- 中村充（農学者、福井県立大学名誉教授、元水産庁水産工学研究所所長）
- 船田享二（ローマ法学者、衆議院議員、賠償庁長官）
- 細内信孝（社会学者、コミュニティビジネス総合研究所所長、元埼玉女子短期大学客員教授）
- 谷田貝光克（化学者、東京大学名誉教授）
- 吉田貞夫（医師、金城大学客員教授）
- 矢口芳生（農業経済学者、福知山公立大学地域経営学部教授）

詩歌
- 柴田トヨ
- 野口雨情（童謡・民謡作詞家）- 戦時中、宇都宮（鶴田町）に疎開し、そこで没した。

美術
- 狩野昌運（福岡藩御用絵師）
- 斎藤誠治（彫刻家）

作家
- 新井理恵（漫画家）
- 落合恵子（小説家、DJ）
- 門井慶喜（小説家）- 出生は群馬県桐生市、幼少期から宇都宮市で育つ。
- 君島久子（民話翻訳家）
- 黒乃奈々絵（漫画家）
- 首藤瓜於（推理作家）
- 立松和平（小説家）
- 千葉省三（児童文学家）
- 手塚能理子（編集者）
- 藤栄道彦（漫画家）
- 野部利雄（漫画家）
- 藤水名子（小説家）
- 向田邦子（作家）- 幼少期を宇都宮で過ごした。転居までの短期間であったが、宇都宮西原尋常小学校（現在の西原小学校）に在校。
- わんぱく（漫画家）
- 渡辺なつみ（作詞家）

音楽
- P.O.P（ラップグループ）- 上鈴木タカヒロ、上鈴木伯周が宇都宮市出身。
- THE NOVEMBERS - 小林祐介、高松浩史が宇都宮市出身。
- 岩原篤男（高等学校吹奏楽指導者）
- 大嶋啓之（作曲家）
- かしぶち哲郎（ムーンライダーズ）[92][93]
- 菊田俊介（ギター奏者）
- 左近径介（リュート奏者）
- 高津戸信幸（MAGIC OF LiFE）- 宇都宮市でバンド結成、オリジナルメンバーは全員が宇都宮市出身であった。
- 宮田大（チェロ奏者）
- 山本光男（作編曲家・音楽プロデューサー）
- 渡辺貞夫（サックス奏者）

アニメーション
- 高松信司（アニメーション監督）

### 報道
アナウンサー
- 荒井美由起（東北放送）
- 礒野佑子（日本放送協会）
- 稲葉陽子（テレビ信州）
- 落合恵子（文化放送→作家）
- 斉藤一也（テレビ東京 編成局アナウンス部長）
- 篠田和之（RSK山陽放送→フリー）
- 島田大（朝日放送テレビ）
- 染谷恵二（元ラジオ日本アナウンス部長・フリー）
- 常世晶子（フリー）
- 橋本奈都江（静岡放送→フリー）
- 福嶋真理子（栃木放送→フリー）
- 渡辺一宏（北日本放送→フリー）

ジャーナリスト
- AKI猪瀬（スポーツライター、野球評論家）
- 岸上克己（ジャーナリスト、労働運動家）
- 野口久光（映画・ミュージカル・ジャズ評論、映画ポスターデザイン）
- 半田滋（ジャーナリスト）
- 本多正一（写真家）
- 渡辺雄二（科学ジャーナリスト）

### 芸能
タレント
- 有村実樹（モデル、女優）
- 石崎真理（女優、モデル、司会者、リポーター）
- 井上マー（お笑い芸人・旧河内町出身）
- 岩﨑大昇（アイドル、美 少年」） -宇都宮市生まれ、神奈川県横浜市育ち。
- 岩瀬唯奈（モデル、コスプレイヤー）
- 大島優子（元子役タレント、歌手、女優、アイドル、元AKB48） - 出生地は壬生町。
- 大島崚（声優）
- 柿沢安耶 - 2003年から2006年まで宇都宮市でレストランを開いていた。
- 賀喜遥香（アイドル、乃木坂46） - 出生地は大阪府。
- 菊池柚花（タレント）
- 金萬福（料理人、タレント） - 香港出身。2007年から2022年まで居住し、宇都宮東武ホテルグランデ『竹園』総料理長を務めた。
- ジャンプ中澤（実演販売士）
- 鈴木麻里子（声優） - 中学・高校時代を宇都宮市で過ごす。両親は現在も宇都宮市在住。
- 高瀬くるみ（アイドル、BEYOOOOONDS） - 2020年10月より観光プロモーションPR大使を務める[94]。
- 手塚友悠（お笑い芸人、ギャルズのメンバー、ポメランのメンバー）
- 戸室和亮（声優、俳優、作曲家、シンガーソングライター）
- 茅原実里[95]（声優、歌手）
- 星井七瀬（アイドル）
- 真島茂樹（振付師、俳優、歌手）
- 水沢史絵[96]（声優）
- 桃瀬ツカサ（女優）
- 渡辺江里子（お笑い芸人「阿佐ヶ谷姉妹」メンバー）

歌手
- いとうかなこ - 歌手
- カヒミ・カリィ - 歌手
- 車谷浩司 - ミュージシャン
- 斉藤和義 - シンガーソングライター、作新学院高等学校卒業。
- せきぐちゆき - 歌手
- 野中彩央里 - 演歌歌手
- 八反安未果 - 歌手、実業家。埼玉県所沢市生まれの宇都宮育ち。
- 浜崎貴司 - フライングキッズのメインヴォーカリスト。
- hiroko - mihimaru GTのヴォーカリスト。兵庫県芦屋市生まれの宇都宮育ち。
- 森昌子 - 元歌手・元女優
- 森山愛子 - 演歌歌手
- より子 - 歌手、宇都宮市生まれの東京都大田区育ち。

### スポーツ
- 青井鉞男（野球指導者、野球殿堂特別表彰者）
- 明本考浩（プロサッカー選手、OHルーヴェン所属）
- 安藤梢（女子サッカー選手、2011年FIFA女子ワールドカップ優勝チームなでしこジャパンのメンバー）
- 五十嵐久人（体操選手）1976年モントリオールオリンピック体操男子団体金メダリスト
- 入江利和（プロサッカー選手、栃木SC所属）
- 岩木山孫平（元力士）
- 宇賀地強（陸上選手）
- 榎本遼香（飛込競技選手）
- 岡澤恋（プロスラックライン選手）
- 小野和義（元プロ野球選手、プロ野球指導者、近鉄 - 西武 - 中日）
- 加藤斌（元プロ野球選手、中日）
- 神山雄一郎（競輪選手・宇都宮競輪場）
- 君島一郎（野球研究者、野球殿堂特別表彰者、朝鮮銀行副総裁）
- 黒後愛（女子バレーボール、埼玉上尾メディックス）
- 黒崎隼人（プロサッカー選手、栃木SC所属）
- 小池裕太（プロサッカー選手、ヴィッセル神戸所属）
- 小島佑太（プロバスケットボール選手）
- 近藤直也（プロサッカー選手、ジェフユナイテッド市原・千葉所属）
- 鮫島彩（女子サッカー選手、2011年FIFA女子ワールドカップ優勝チームなでしこジャパンのメンバー、旧河内町出身）
- 柴田大知（JRA騎手）
- 柴田未崎（JRA騎手）
- 島野育夫（元プロ野球選手、元プロ野球指導者、阪神 - 中日）
- 関口雄大（元プロ野球選手）
- 田嶋大樹（プロ野球選手、オリックス・バファローズ）
- 髙村祐（元プロ野球選手、プロ野球指導者、近鉄 - 楽天）
- 只木章広（元サッカー選手、指導者、栃木SC - 那須）
- チャオズ箕輪（女子プロボクサー、元アマチュア世界選手権日本代表）
- 手塚貴子（女子サッカー選手・旧河内町出身）
- 寺田哲也（元プロ野球選手）
- 冨澤大智（キックボクシング、BreakingDown、RIZIN）
- 中山誠吾（プロ野球選手、埼玉西武ライオンズ）
- 半田百合子（1964年東京オリンピック金メダリスト）
- 姫ゆりあ（女子プロレスラー）
- 廣瀬佳正（元プロサイクルロードレーサー、宇都宮ブリッツェン）
- 藤沼亜衣（卓球選手、シドニーオリンピック、アテネオリンピック日本代表）
- 益子京右（プロ野球選手、横浜DeNAベイスターズ）
- 増淵まり子（ソフトボール選手、2000年シドニーオリンピック銀メダリスト）
- 町井徹郎（日本ラグビーフットボール協会第11代会長、ラグビートップレフェリー）
- 松下知之（競泳選手、2024年パリオリンピック400m個人メドレー銀メダリスト）
- 松本育夫（元サッカー選手、サッカー指導者、解説者）メキシコシティオリンピックのサッカー銅メダリスト
- 安田毅史（ロードレースライダー）
- 吉田寿光（サッカー審判員、元国際主審）
- ラミレス・レンソ（社会人野球選手）
- 若ノ勝栄道（力士）

### 架空の人物
- 姫宮なな（東武鉄道お客さまセンターマスコット）
- ゴーゴー・トマゴ (ENGoGo_Tomago) - マーベル・コミックの作品『ビッグ・ヒーロー・シックス』の登場人物[注釈 19]。宇都宮生まれで清原工業団地に強盗に入り逮捕、栃木刑務所に収監された。

## 宇都宮に所縁のある作品

### 小説
宇都宮市立図書館の公式ホームページ「宇都宮市」が登場する文芸作品も参照。
- 遠雷 - 立松和平の作品。宇都宮市とその近郊を舞台とする。
- 火車 - 宮部みゆきの作品。ローン破産をテーマとした作品。主人公の刑事が捜索する女性が宇都宮市出身で、宇都宮の街並みが描かれている。
- ハッピーバースデー 命かがやく瞬間 - 青木和雄の作品。主人公の母親の実家が宇都宮にある。

### 楽曲
- オリオン通り - 斉藤和義、浜崎貴司の作品。
- 桜通り十文字 - せきぐちゆきのメジャーデビュー作品。
- ずっと好きだった - 斉藤和義の作品。久しぶりに「地元」（歌詞では「この町」）であった同窓会で再会した「彼女」の思い出（歌詞では「蘇える16才」「俺達のマドンナ」）と今の思いを綴ったとされる楽曲[97]。Promotion Videoは宇都宮市オリオン通りのビル（パン屋さん）の屋上で撮影された[98]。

### 宇都宮が舞台の作品
- キスできる餃子 - 2018年6月22日に公開のラブコメディ映画。宇都宮餃子会が全面協力し、ほとんどが宇都宮市内で撮影された。

#### 宇都宮で撮影が行われた作品
- おかしな刑事 - 2018年1月14日放映の回にて、ベルモールが東王子のショッピングモール設定で撮影が行われ、宇都宮市の「ミヤリー」、茂木町の「ゆずも」なども出演した。
- 4号警備 - 2017年4月スタートのNHK土曜ドラマ。第一話は、オリオン通りや鬼怒通りで撮影された。
- 相棒 - Season6第1話で栃木県議会議事堂、Season8第16話で作新学院大学、Season10第18話では栃木県産業技術センター、Season11では大谷公園、Season14第1話では宇都宮大学工学部で、劇場版Ⅳでは宇都宮大学峰キャンパスで撮影された。
- シン・ゴジラ - 栃木県庁舎のほか、東京都大田区の設定で上河原通りなどで撮影された。
- もし高校野球の女子マネージャーがドラッカーの「マネジメント」を読んだら[99]
  - 市内の清原球場にて、夏の大会・決勝シーンの撮影が行われた。観客役のエキストラは多い日でおよそ1,000人となり、大がかりな撮影となった。
- 20世紀少年 -最終章- ぼくらの旗[100]
  - 市内大谷の大谷採石跡地下空間では、主人公のひとりであるカンナ（平愛梨）率いる過激派「氷の女王一派」と、カンナの叔父であるケンジ（唐沢寿明）の旧友オッチョ（豊川悦司）が武力蜂起に関して対話するシーンの撮影が行われた。
  - 市内の栃木県議会議事堂では、政権を握るトモダチの赤絨毯の階段におけるシーンの撮影が行われた。
- キャプテン
  - 全編のほとんどのロケが宇都宮で行われ、2007年（平成19年）8月4日に宇都宮テアトルなどで先行公開された。8月4日の先行上映日には主演陣（布施紀行、小川拓哉、宮崎美子、永井浩介）、室賀厚監督に加え宇都宮市長の佐藤栄一が宇都宮テアトルで舞台挨拶を行うとともに、8月10日には東武宇都宮百貨店でトークイベントが行われ、原作者の兄であるちばてつやが特別ゲストとして参加した。
- WATER BOYS 2005夏
  - グリーンスタジアム、河内ドリームプール、陽南プールなどでロケが行われた。
- さとうきび畑の唄
  - 寺島尚彦の楽曲「さとうきび畑」をモチーフとするストーリーで、全編で同曲が流れる。物語の舞台は太平洋戦争中の沖縄だが、森山良子が同曲を歌うシーンが宇都宮高校の講堂で撮影された。同シーンには森山良子、黒木瞳らが出演。
- ハチ公物語
  - 物語の舞台は東京だが、東京帝大のシーンが宇都宮高校の旧校舎（白亜館）で撮影された。
- 男たちのかいた絵 - オリオン通り・市街地中心にて撮影が行われた。
- 悪女〜働くのがカッコ悪いなんて誰が言った?〜
  - 今田美桜が演じる主人公・田中麻理鈴が勤める「株式会社オウミ」の本社ビルという設定で栃木県庁の本庁舎、昭和館ならびに栃木県議会議事堂が使用された。全話に渡って登場する。
- 劇場版『TOKYO MER～走る緊急救命室～』
  - 厚生労働省庁舎という設定で栃木県議会議事堂が使用された。エキストラは全員県職員が務めた[101]。

その他、宇都宮フィルム・コミッション、栃木県フィルムコミッションを参照のこと。

### アニメ
- 茄子 スーツケースの渡り鳥 黒田硫黄原作で2007年10月24日に発売されたOVA作品である。アニメーション映画『茄子 アンダルシアの夏』の続編。ジャパンカップサイクルロードレースが舞台になった。
- すずめの戸締まり - 2022年11月11日に公開された新海誠のアニメーション映画。作中に登場する東京の「扉」のモデルが大谷町の大谷資料館である。
- 愚かな天使は悪魔と踊る - オリオン通りなど宇都宮市内各所が登場する。

### 漫画
- 喧嘩商売 - 木多康昭の作品。
- 茄子 - 黒田硫黄の作品。茄子を共通の話題とするオムニバス短編集。講談社『月刊アフタヌーン』2000年11月号から2002年10月号にかけて連載された。単行本全3巻。
- × ―ペケ― - 宇都宮南高等学校がモデル。